# Mistrzostwa świata kobiet w szachach

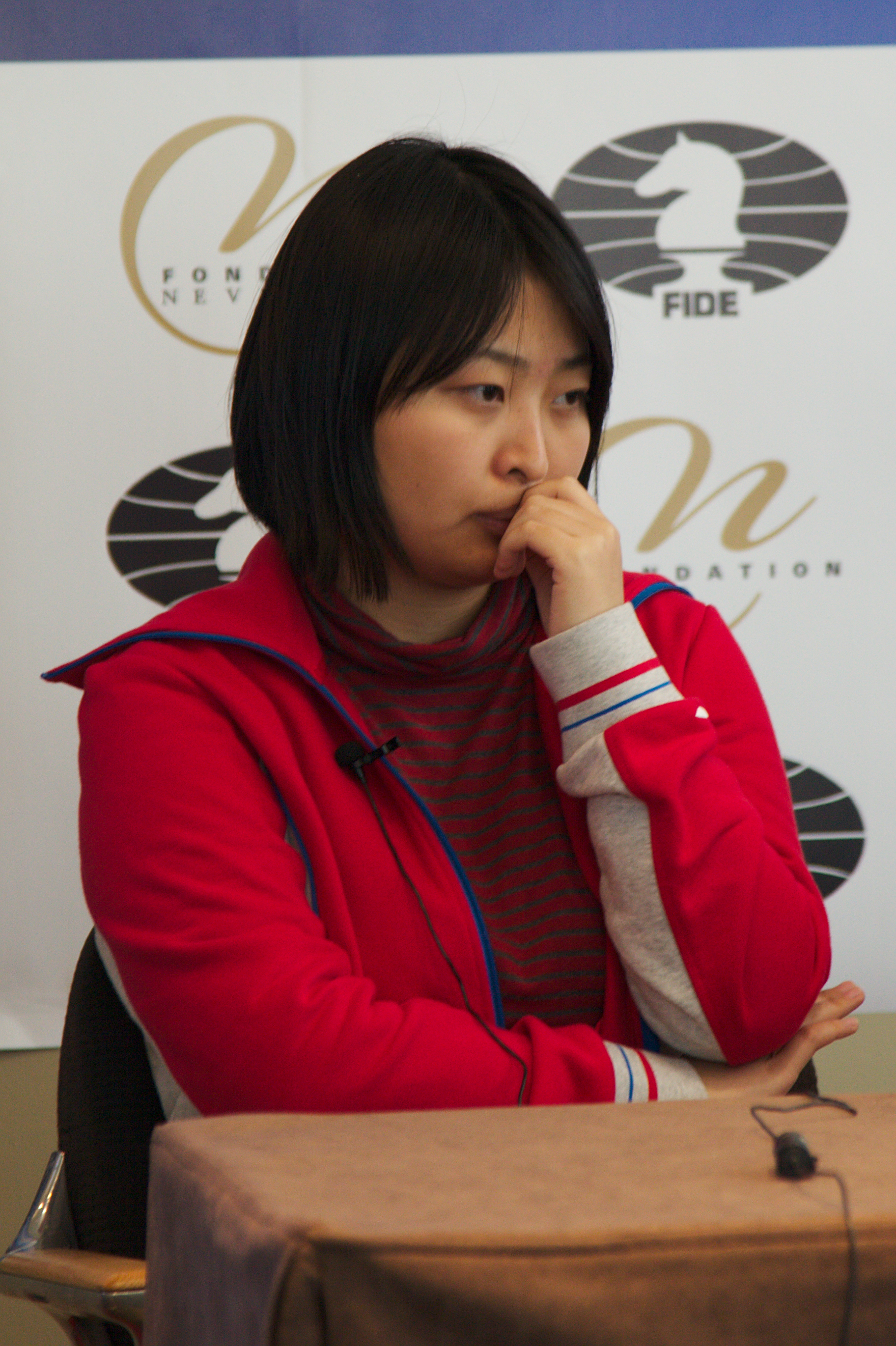
Ju Wenjun, aktualna mistrzyni świata

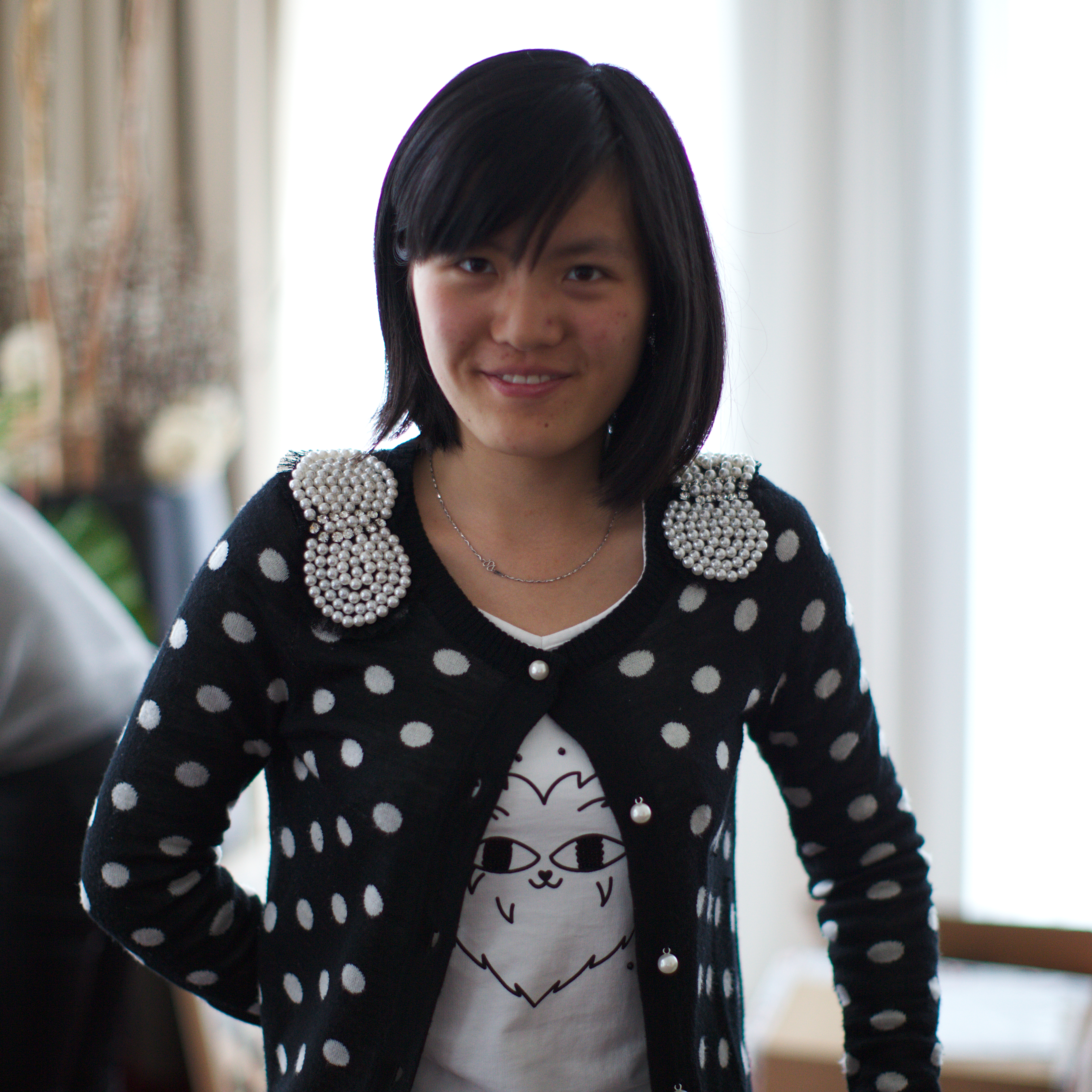
Hou Yifan, czterokrotna mistrzyni świata

Mistrzostwa świata kobiet w szachach – rozgrywki szachowe mające na celu wyłonienie najlepszej szachistki na świecie.

## Wstęp
Pierwsze mistrzostwa kobiet zostały w szachach zorganizowane przez FIDE w 1927 roku jako pojedynczy turniej towarzyszący szachowej olimpiadzie. Był to pierwszy w historii oficjalny turniej szachowy kobiet. Triumfatorka tego turnieju, Czeszka reprezentująca Anglię Vera Menchik nie miała przywilejów analogicznych do zwycięzcy otwartych mistrzostw świata. Zdobyty tytuł mogła obronić jedynie uczestnicząc w kolejnym turnieju, na równi z innymi szachistkami. Menchik nie miała z tym problemów, wygrywając wszystkie następne, które odbyły się za jej życia (w 1930, 1931, 1933, 1935, 1937 i 1939).
Po zakończeniu II wojny światowej FIDE wprowadziła nowy system, polegający na rozgrywaniu meczów eliminujących kolejne kandydatki do spotkania z mistrzynią świata. Jednak z powodu tragicznej śmierci Very Menchik w czasie bombardowania Londynu w roku 1944 zaistniała konieczność rozegrania jeszcze jednego turnieju kołowego, który odbył się na przełomie 1949 i 1950 roku (tytuł zdobyła wówczas Rosjanka Ludmiła Rudenko). Od tego czasu obowiązywał już system wzorowany na eliminacjach do otwartych mistrzostw świata, z cyklem turniejów pretendentek (a później z turniejami międzystrefowymi) w celu wyłonienia kandydatki do meczu z aktualną mistrzynią świata.
Sytuacja zmieniła się w 2000 roku, kiedy równocześnie z męskim turniejem mistrzowskim rozegrano również kobiecy turniej w systemie pucharowym. W turnieju zwyciężyła ówczesna mistrzyni świata Chinka Xie Jun. Rok później w podobnym turnieju tytuł zdobyła jej rodaczka Zhu Chen. W 2004 w następnych mistrzostwach świata zwyciężyła bułgarska arcymistrzyni, Antoaneta Stefanowa, a w kolejnych zwyciężały: Xu Yuhua (Chiny, 2006), Aleksandra Kostieniuk (Rosja, 2008), Hou Yifan (Chiny, 2010) oraz Anna Uszenina (Ukraina, 2012).
W 2010 po raz kolejny zmieniono zasady wyłaniania mistrzyni świata. Od 2011 w latach nieparzystych rozgrywany będzie mecz pomiędzy zwyciężczynią turnieju pucharowego z roku poprzedniego (a więc panującą mistrzynią), a pretendentką (zwyciężczynią dwuletniego cyklu turniejów FIDE Women’s Grand Prix). W 2011 pierwszy z takich meczów odbył się w Tiranie; obrończyni tytułu Hou Yifan pokonała w nim Humpy Koneru w stosunku 5½ - 2½.

## Mistrzynie świata
1. Vera Menchik, 1927–1944[3]
2. Ludmiła Rudenko, 1950–1953
3. Jelizawieta Bykowa, 1953–1956, 1958–1962
4. Olga Rubcowa, 1956–1958
5. Nona Gaprindaszwili, 1962–1978
6. Maia Cziburdanidze, 1978–1991
7. Xie Jun, 1991–1996, 1999–2001
8. Zsuzsa Polgár, 1996–1999
9. Zhu Chen, 2001–2004
10. Antoaneta Stefanowa, 2004–2006
11. Xu Yuhua, 2006–2008
12. Aleksandra Kostieniuk, 2008–2010
13. Hou Yifan, 2010–2012, 2013–2015, 2016–2017
14. Anna Uszenina, 2012–2013
15. Marija Muzyczuk, 2015–2016
16. Tan Zhongyi, 2017–2018
17. Ju Wenjun, 2018–

## Mecze i turnieje o mistrzostwo świata

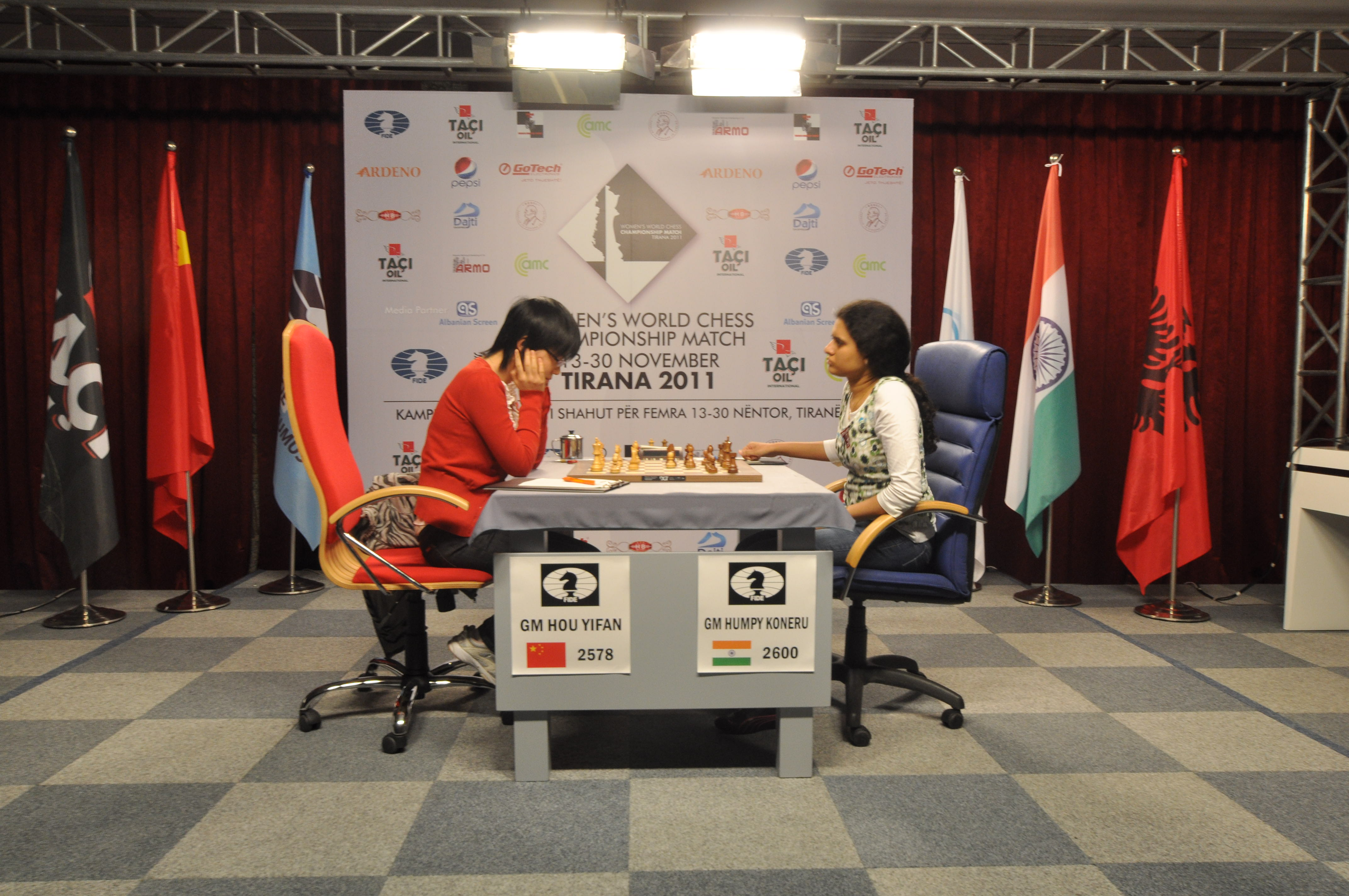
Mecz o mistrzostwo świata między Hou Yifan a Humpy Koneru, Tirana 2011

| Rok           | Miasta               | Mecz lub turniej o MŚ                                         | Wynik    |
| ------------- | -------------------- | ------------------------------------------------------------- | -------- |
| 1927          | Londyn               | Vera Menchik, turniej (12 zawodniczek)                        |          |
| 1930          | Hamburg              | Vera Menchik, turniej (5 zawodniczek)                         |          |
| 1931          | Praga                | Vera Menchik, turniej (5 zawodniczek)                         |          |
| 1933          | Folkestone           | Vera Menchik, turniej (8 zawodniczek)                         |          |
| 1934          | Rotterdam            | Vera Menchik – Sonja Graf                                     | 3 : 1    |
| 1935          | Warszawa             | Vera Menchik, turniej (10 zawodniczek)                        |          |
| 1937          | Sztokholm            | Vera Menchik, turniej otwarty (26 zawodniczek)                |          |
| 1937          | Semmering            | Vera Menchik – Sonja Graf                                     | 11½ : 4½ |
| 1939          | Buenos Aires         | Vera Menchik, turniej (20 zawodniczek)                        |          |
| 1950          | Moskwa               | Ludmiła Rudenko, turniej (16 zawodniczek)                     | wyniki   |
| 1953          | Moskwa               | Jelizawieta Bykowa – Ludmiła Rudenko                          | 8 : 6    |
| 1956          | Moskwa               | Olga Rubcowa, trójmecz                                        |          |
| 1958          | Moskwa               | Jelizawieta Bykowa – Olga Rubcowa                             | 8½ : 5½  |
| 1960          | Moskwa               | Jelizawieta Bykowa – Kira Zworykina                           | 8½ : 4½  |
| 1962          | Moskwa               | Nona Gaprindaszwili – Jelizawieta Bykowa                      | 9 : 2    |
| 1965          | Ryga                 | Nona Gaprindaszwili – Ałła Kusznir                            | 8½ : 4½  |
| 1969          | Tbilisi/Moskwa       | Nona Gaprindaszwili – Ałła Kusznir                            | 9½ : 4½  |
| 1972          | Ryga                 | Nona Gaprindaszwili – Ałła Kusznir                            | 8½ : 7½  |
| 1975          | Picunda/Tbilisi      | Nona Gaprindaszwili – Nana Aleksandria                        | 8½ : 3½  |
| 1978          | Picunda              | Maia Cziburdanidze – Nona Gaprindaszwili                      | 8½ : 6½  |
| 1981          | Bordżomi/Tbilisi     | Maia Cziburdanidze – Nana Aleksandria                         | 8 : 8    |
| 1984          | Wołgograd            | Maia Cziburdanidze – Irina Lewitina                           | 8½ : 5½  |
| 1986          | Sofia                | Maia Cziburdanidze – Jelena Achmyłowska                       | 8½ : 5½  |
| 1988          | Telawi               | Maia Cziburdanidze – Nana Ioseliani                           | 8½ : 7½  |
| 1991          | Manila               | Xie Jun – Maia Cziburdanidze                                  | 8½ : 6½  |
| 1993          | Monako               | Xie Jun – Nana Ioseliani                                      | 8½ : 2½  |
| 1996          | Jaén                 | Zsuzsa Polgár – Xie Jun                                       | 8½ : 4½  |
| 1999          | Kazań/Shenyang       | Xie Jun – Alisa Gallamowa                                     | 8½ – 6½  |
| 2000          | Nowe Delhi           | Xie Jun – Qin Kanying system pucharowy                        | 2½ : 1½  |
| 2001          | Moskwa               | Zhu Chen – Aleksandra Kostieniuk system pucharowy             | 5 : 3    |
| 2004          | Elista               | Antoaneta Stefanowa – Jekatierina Kowalewska system pucharowy | 2½ : ½   |
| 2006          | Jekaterynburg        | Xu Yuhua – Alisa Gallamowa system pucharowy                   | 2½ : ½   |
| 2008          | Nalczyk              | Aleksandra Kostieniuk – Hou Yifan system pucharowy            | 2½ : 1½  |
| 2010          | Antiochia            | Hou Yifan – Ruan Lufei system pucharowy                       | 5 : 3    |
| 2011          | Tirana               | Hou Yifan – Humpy Koneru                                      | 5½ : 2½  |
| 2012          | Chanty-Mansyjsk      | Anna Uszenina – Antoaneta Stefanowa system pucharowy          | 3½ : 2½  |
| 2013          | Taizhou              | Anna Uszenina – Hou Yifan                                     | 1½ : 5½  |
| 2015          | Soczi                | Marija Muzyczuk – Natalia Pogonina system pucharowy           | 2½ : 1½  |
| 2016          | Lwów                 | Marija Muzyczuk – Hou Yifan                                   | 3 : 6    |
| 2017          | Teheran              | Tan Zhongyi – Anna Muzyczuk system pucharowy                  | 3½ : 2½  |
| Maj 2018      | Szanghaj/Chongqing   | Tan Zhongyi – Ju Wenjun                                       | 4½ : 5½  |
| Listopad 2018 | Chanty-Mansyjsk      | Ju Wenjun – Kateryna Łahno system pucharowy                   | 5 : 3    |
| 2020          | Szanghaj/Władywostok | Ju Wenjun – Aleksandra Goriaczkina                            | 8½ : 7½  |
| 2023          | Szanghaj/Chongqing   | Ju Wenjun – Lei Tingjie                                       | 6½ : 5½  |
| 2025          | Szanghaj/Chongqing   | Ju Wenjun – Tan Zhongyi                                       | 6½ : 2½  |

## System pucharowy
Od pierwszych lat 50. XX wieku do końca 90. stosowano system eliminacji stopniowych, począwszy od turniejów strefowych, poprzez turnieje międzystrefowe, następnie turnieje bądź mecze pretendentek, aż do finałowej rozgrywki, którą był mecz o mistrzostwo świata. System był w niewielkim stopniu modyfikowany i posiadał wiele zalet, ale również jedną poważną wadę – cykl wyłonienia mistrzyni świata trwał długo, dwa lub trzy lata, a zakończony w 1999 r. meczem Xie Jun – Alisa Gallamowa (po rezygnacji Zsuzsy Polgar) – nawet cztery. Tej wady nie posiadał nowy system, który zapewnił skrócenie całego cyklu eliminacji do jednego turnieju, trwającego mniej niż trzy tygodnie.
System pucharowy wprowadzony został przez Międzynarodową Federację Szachową już w 1997 roku w rozgrywkach mężczyzn. Poza swoimi zaletami, miał jedną poważną wadę, mianowicie w poszczególnych rundach rozgrywano tylko dwie partie tempem klasycznym (w finale – 4), co w bardzo znacznym stopniu utrudniało nadrobienie strat po słabiej rozegranej pierwszej partii. Presja ta mogła wpływać demobilizująco i zwiększać rolę przypadku.
W przypadku remisu w meczu po dwóch partiach tempem klasycznym, zawodniczki rozgrywały kolejne dwie partie, ale tempem przyspieszonym, po nim zaś – w razie konieczności – dwie następne. Jeśli po tych sześciu partiach wynik wciąż był remisowy, rozgrywano jedną decydującą partię tempem błyskawicznym, w której losowano kolory bierek i w której grająca białymi otrzymywała więcej czasu do namysłu od swojej przeciwniczki. Aby jednak awansować, musiała tę partię wygrać - remis premiował awansem zawodniczkę grającą czarnymi (jak również jej zwycięstwo).

### Mistrzostwa świata kobiet 2000

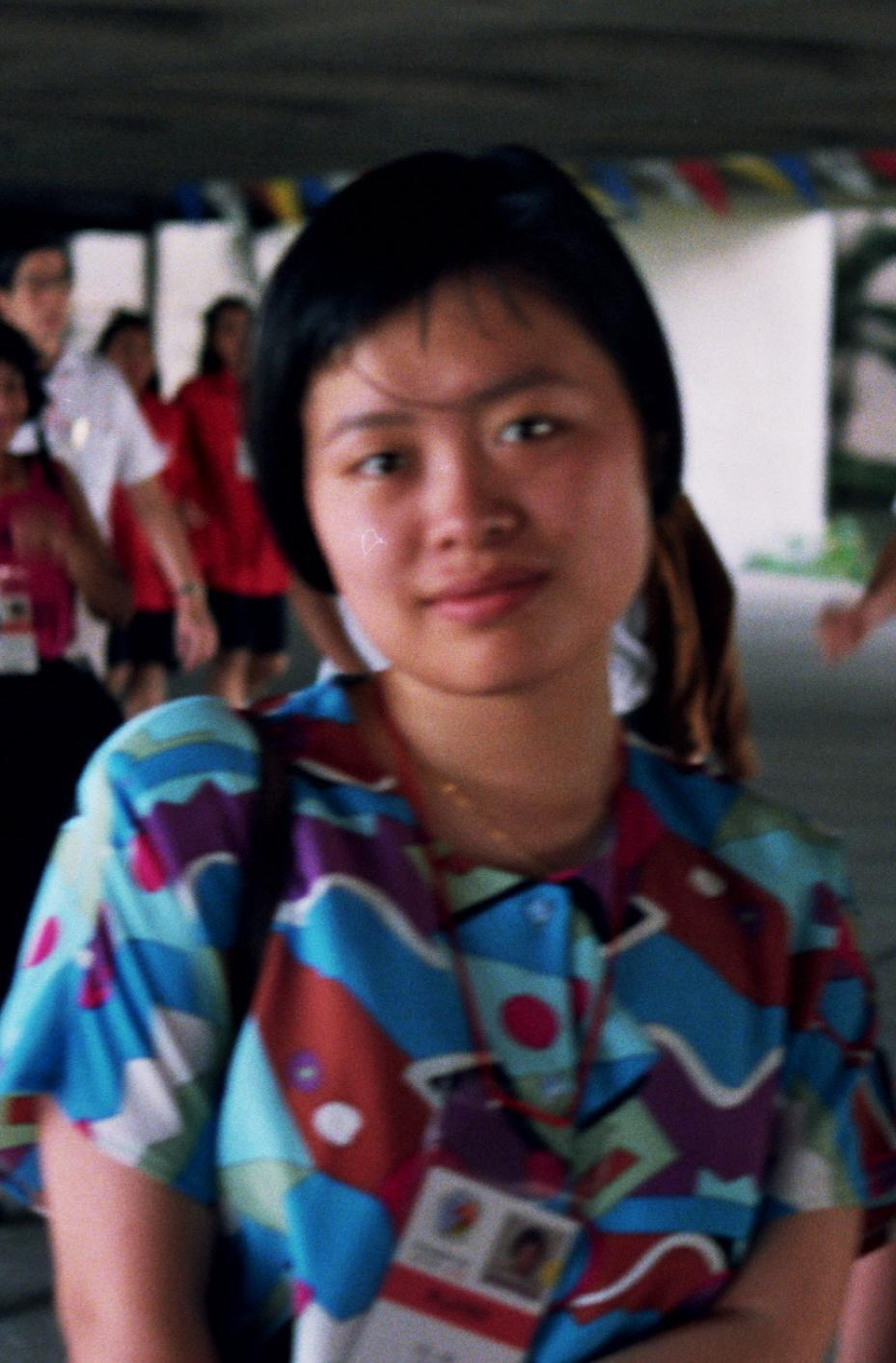
Xie Jun

Pierwsze mistrzostwa rozegrano w dniach 27 listopada – 16 grudnia 2000 r. w Nowym Delhi i odbywały się one równocześnie z mistrzostwami świata mężczyzn. Na starcie stanęło 61 szachistek, w I rundzie rozegrano 29 pojedynków, od II rundy to turnieju przystąpiły Xie Jun, Maia Cziburdanidze oraz Alisa Gallamowa i te 32 zawodniczki rozegrały kolejne rundy klasycznym systemem pucharowym. Z pierwszej dziesiątki światowej (według notowania listy rankingowej FIDE na dzień 01.07.2000 r.) w mistrzostwach nie uczestniczyły trzy siostry Polgár, Antoaneta Stefanowa oraz Wang Pin.
W turnieju zanotowano kilka niespodziewanych rozstrzygnięć, z których najbardziej zaskakującymi były porażki w I rundzie Zhu Chen (2539, nr 3 na liście startowej) oraz Hoàng Thanh Trang (2489, nr 8), jak również Mai Cziburdanidze (2545, nr 2), Wang Lei (2498, nr 7) i Pii Cramling (2484, nr 9) w II rundzie. Ostatecznie turniej zakończył się zwycięstwem aktualnej mistrzyni świata, Xie Jun (2568, nr 1), która w finale pokonała swoją rodaczkę, Qin Kanying (2501, nr 6).
W mistrzostwach wystąpiły dwie reprezentantki Polski, Marta Zielińska (2376, nr 27) i Joanna Dworakowska (2371, nr 29). Obie awansowały do II rundy, przegrywając jednak swoje pojedynki, odpowiednio z Jekatieriną Kowalewską (2475, nr 11) i Natalią Żukową (2450, nr 13).

#### Wyniki (od IV rundy)
|  |                        |                        |                        |                        |    |             |             |          |  |  |       |       |       |
|  | Ćwierćfinał            | Ćwierćfinał            | Ćwierćfinał            |                        |    | Półfinał    | Półfinał    | Półfinał |  |  | Finał | Finał | Finał |
|  | Ćwierćfinał            | Ćwierćfinał            | Ćwierćfinał            |                        |    | Półfinał    | Półfinał    | Półfinał |  |  | Finał | Finał | Finał |
|  |                        |                        |                        |                        |    |             |             |          |  |  |       |       |       |
|  |                        |                        |                        |                        |    |             |             |          |  |  |       |       |       |
|  | Xie Jun                | Xie Jun                | 1½                     |                        |    |             |             |          |  |  |       |       |       |
|  | Xie Jun                | Xie Jun                | 1½                     |                        |    |             |             |          |  |  |       |       |       |
|  | Natalija Żukowa        | Natalija Żukowa        | ½                      |                        |    |             |             |          |  |  |       |       |       |
|  | Natalija Żukowa        | Natalija Żukowa        | ½                      |                        |    | Xie Jun     | Xie Jun     | 2½       |  |  |       |       |       |
|  |                        |                        |                        |                        |    | Xie Jun     | Xie Jun     | 2½       |  |  |       |       |       |
|  |                        |                        | Jekatierina Kowalewska | Jekatierina Kowalewska | 1½ |             |             |          |  |  |       |       |       |
|  | Jekatierina Kowalewska | Jekatierina Kowalewska | Jekatierina Kowalewska | Jekatierina Kowalewska | 1½ | 1½          |             |          |  |  |       |       |       |
|  | Jekatierina Kowalewska | Jekatierina Kowalewska |                        |                        |    |             |             |          |  |  |       |       |       |
|  | Peng Zhaoqin           | Peng Zhaoqin           | ½                      |                        |    |             |             |          |  |  |       |       |       |
|  | Peng Zhaoqin           | Peng Zhaoqin           | ½                      |                        |    | Xie Jun     | Xie Jun     | 2½       |  |  |       |       |       |
|  |                        |                        |                        |                        |    |             |             |          |  |  |       |       |       |
|  |                        |                        | Qin Kanying            | Qin Kanying            | 1½ |             |             |          |  |  |       |       |       |
|  | Qin Kanying            | Qin Kanying            | Qin Kanying            | Qin Kanying            | 1½ | 3           |             |          |  |  |       |       |       |
|  | Qin Kanying            | Qin Kanying            |                        |                        |    |             |             |          |  |  |       |       |       |
|  | Corina Peptan          | Corina Peptan          | 1                      |                        |    |             |             |          |  |  |       |       |       |
|  | Corina Peptan          | Corina Peptan          | 1                      |                        |    | Qin Kanying | Qin Kanying | 1½       |  |  |       |       |       |
|  |                        |                        |                        |                        |    | Qin Kanying | Qin Kanying | 1½       |  |  |       |       |       |
|  |                        |                        | Alisa Marić            | Alisa Marić            | ½  |             |             |          |  |  |       |       |       |
|  | Alisa Marić            | Alisa Marić            | Alisa Marić            | Alisa Marić            | ½  | 3           |             |          |  |  |       |       |       |
|  | Alisa Marić            | Alisa Marić            |                        |                        |    |             |             |          |  |  |       |       |       |
|  | Almira Skripczenko     | Almira Skripczenko     | 1                      |                        |    |             |             |          |  |  |       |       |       |
|  | Almira Skripczenko     | Almira Skripczenko     | 1                      |                        |    |             |             |          |  |  |       |       |       |

### Mistrzostwa świata kobiet 2001

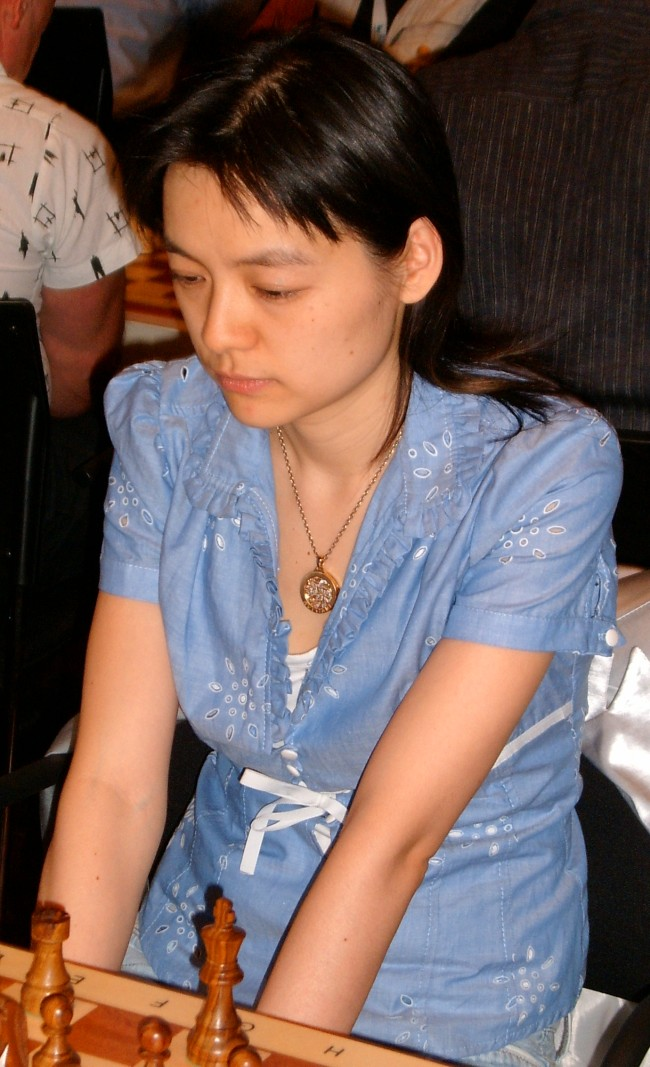
Zhu Chen

Drugie mistrzostwa odbyły się w dniach 27 listopada – 14 grudnia 2001 i, podobnie jak poprzednie, również jednocześnie z turniejem mężczyzn. Do gry w I rundzie przystąpiły 64 zawodniczki, nastąpiła więc drobna zmiana w porównaniu do rozegranego rok wcześniej turnieju, gdzie trzy szachistki przystąpiły do rozgrywek dopiero od II rundy. Z pierwszej dziesiątki światowej (według notowań na dzień 01.07.2001 r.) w turnieju nie wystartowały Judit Polgár, jak również mistrzyni świata Xie Jun, Pia Cramling i Wang Lei.
W pierwszej rundzie swoje pojedynki niespodziewanie przegrały Tatjana Stiepowa (2451, nr 13) i Ketevan Arachamia-Grant (2446, nr 15), w drugiej Wang Pin (2504, nr 4), Nana Ioseliani (2497, nr 6) i Antoaneta Stefanowa (2459, nr 10), natomiast w trzeciej liderka listy startowej Alisa Gallamowa (2547) oraz Jekatierina Kowalewska (2507, nr 3). W finale spotkały się Zhu Chen (2497, nr 7) i Aleksandra Kostieniuk (2445, nr 17). Mecz był bardzo zacięty (ani jedna partia nie zakończyła się remisem), ostatecznie w drugiej dogrywce zawodniczka z Chin przeważyła szalę na swoją stronę, zwyciężając 5 – 3.
Do mistrzostw zakwalifikowały się cztery Polki: Marta Zielińska (2399, nr 24), Monika Soćko (2389, nr 30), Iweta Radziewicz (2375, nr 36) oraz Joanna Dworakowska (2350, nr 39). Najlepiej zaprezentowała się Joanna Dworakowska, która po wyeliminowaniu Vijayalakshmi Subbaraman (2397, nr 26) i Nany Ioselini (2497, nr 6) uległa w III rundzie Peng Zhaoqin (2401, nr 23). Marta Zielińska w I rundzie zwyciężyła byłą mistrzynię świata Nonę Gaprindaszwili (2349, nr 40), ale w kolejnej przegrała z Almirą Skripczenko (2494, nr 8) i odpadła z dalszej rywalizacji. Pozostałe dwie polskie szachistki odpadły w I rundzie, Monika Soćko poniosła porażkę z Lilit Mykyrtczian (2376, nr 35), a Iweta Radziewicz – z Elisabeth Pähtz (2390, nr 29).

#### Wyniki (od IV rundy)
|  |                       |                       |                       |                       |    |                       |                       |          |  |  |       |       |       |
|  | Ćwierćfinał           | Ćwierćfinał           | Ćwierćfinał           |                       |    | Półfinał              | Półfinał              | Półfinał |  |  | Finał | Finał | Finał |
|  | Ćwierćfinał           | Ćwierćfinał           | Ćwierćfinał           |                       |    | Półfinał              | Półfinał              | Półfinał |  |  | Finał | Finał | Finał |
|  |                       |                       |                       |                       |    |                       |                       |          |  |  |       |       |       |
|  |                       |                       |                       |                       |    |                       |                       |          |  |  |       |       |       |
|  | Zhu Chen              | Zhu Chen              | 4                     |                       |    |                       |                       |          |  |  |       |       |       |
|  | Zhu Chen              | Zhu Chen              | 4                     |                       |    |                       |                       |          |  |  |       |       |       |
|  | Nino Churcidze        | Nino Churcidze        | 3                     |                       |    |                       |                       |          |  |  |       |       |       |
|  | Nino Churcidze        | Nino Churcidze        | 3                     |                       |    | Zhu Chen              | Zhu Chen              | 2½       |  |  |       |       |       |
|  |                       |                       |                       |                       |    | Zhu Chen              | Zhu Chen              | 2½       |  |  |       |       |       |
|  |                       |                       | Maia Cziburdanidze    | Maia Cziburdanidze    | 1½ |                       |                       |          |  |  |       |       |       |
|  | Maia Cziburdanidze    | Maia Cziburdanidze    | Maia Cziburdanidze    | Maia Cziburdanidze    | 1½ | 3½                    |                       |          |  |  |       |       |       |
|  | Maia Cziburdanidze    | Maia Cziburdanidze    |                       |                       |    |                       |                       |          |  |  |       |       |       |
|  | Peng Zhaoqin          | Peng Zhaoqin          | 2½                    |                       |    |                       |                       |          |  |  |       |       |       |
|  | Peng Zhaoqin          | Peng Zhaoqin          | 2½                    |                       |    | Zhu Chen              | Zhu Chen              | 5        |  |  |       |       |       |
|  |                       |                       |                       |                       |    |                       |                       |          |  |  |       |       |       |
|  |                       |                       | Aleksandra Kostieniuk | Aleksandra Kostieniuk | 3  |                       |                       |          |  |  |       |       |       |
|  | Aleksandra Kostieniuk | Aleksandra Kostieniuk | Aleksandra Kostieniuk | Aleksandra Kostieniuk | 3  | 1½                    |                       |          |  |  |       |       |       |
|  | Aleksandra Kostieniuk | Aleksandra Kostieniuk |                       |                       |    |                       |                       |          |  |  |       |       |       |
|  | Almira Skripczenko    | Almira Skripczenko    | ½                     |                       |    |                       |                       |          |  |  |       |       |       |
|  | Almira Skripczenko    | Almira Skripczenko    | ½                     |                       |    | Aleksandra Kostieniuk | Aleksandra Kostieniuk | 3        |  |  |       |       |       |
|  |                       |                       |                       |                       |    | Aleksandra Kostieniuk | Aleksandra Kostieniuk | 3        |  |  |       |       |       |
|  |                       |                       | Xu Yuhua              | Xu Yuhua              | 1  |                       |                       |          |  |  |       |       |       |
|  | Xu Yuhua              | Xu Yuhua              | Xu Yuhua              | Xu Yuhua              | 1  | 4                     |                       |          |  |  |       |       |       |
|  | Xu Yuhua              | Xu Yuhua              |                       |                       |    |                       |                       |          |  |  |       |       |       |
|  | Cristina Foisor       | Cristina Foisor       | 2                     |                       |    |                       |                       |          |  |  |       |       |       |
|  | Cristina Foisor       | Cristina Foisor       | 2                     |                       |    |                       |                       |          |  |  |       |       |       |

### Mistrzostwa świata kobiet 2004

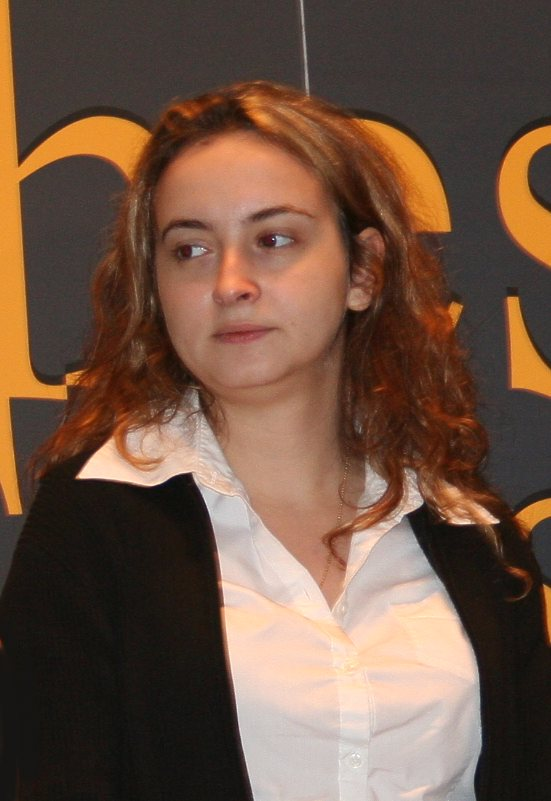
Antoaneta Stefanowa

Trzecie mistrzostwa świata kobiet systemem pucharowym rozegrano po 3 latach, w dniach 22 maja – 7 czerwca 2004 roku. Po raz pierwszy odbyły się one jako oddzielny turniej, w innym czasie i miejscu niż mistrzostwa mężczyzn. Formuła zawodów pozostała niezmieniona, na starcie pojawiły się 64 szachistki, które rozegrały sześć rund klasycznym systemem pucharowym. Spośród najlepszej dziesiątki na liście rankingowej FIDE w dniu 1 kwietnia 2004 r., w turnieju nie wystartowały Judit Polgár oraz dwie poprzednie mistrzynie świata Xie Jun i Zhu Chen.
Największą niespodzianką pierwszej rundy było wyeliminowanie Almiry Skripczenko (2456, nr 14) przez czeską arcymistrzynię Janę Jackovą (2331, nr 51). W drugiej rundzie z mistrzostwami pożegnały się Alisa Gallamowa (2502, nr 3), Swietłana Matwiejewa (2496, nr 4), Zhao Xue (2477, nr 8) oraz aktualna wówczas wicemistrzyni świata Aleksandra Kostieniuk (2469, nr 11), natomiast w trzeciej – Kateryna Łahno (2493, nr 5), Pia Cramling (2491, nr 6) i Natalija Żukowa (2471, nr 10). W półfinałach odpadły najwyżej rozstawione Humpy Koneru (2513, nr 1) i Maia Cziburdanidze (2502, nr 2), a ich zwyciężczynie, Jekatierina Kowalewska (2467, nr 12) oraz Antoaneta Stefanowa (2490, nr 7) spotkały się w finale mistrzostw, w którym 2½ – ½ zwyciężyła szachistka z Bułgarii.
W turnieju wystartowały trzy reprezentantki Polski, nie osiągnęły one jednak żadnego sukcesu. Monika Soćko (2408, nr 27) i Joanna Dworakowska (2395, nr 33) po zaciętych, ale przegranych pojedynkach (oba zakończone porażkami 3 – 4, odpowiednio z Lilit Mykyrtczian [2387, nr 38] oraz Peng Zhaoqin [2396, nr 32]) odpadły w I rundzie, natomiast Iweta Radziewicz (2444, nr 18) awansowała do II rundy, w której wyeliminowana została przez Nanę Dzagnidze (2452, nr 15).

#### Wyniki (od IV rundy)
|  |                        |                        |                        |                        |    |                        |                        |          |  |  |       |       |       |
|  | Ćwierćfinał            | Ćwierćfinał            | Ćwierćfinał            |                        |    | Półfinał               | Półfinał               | Półfinał |  |  | Finał | Finał | Finał |
|  | Ćwierćfinał            | Ćwierćfinał            | Ćwierćfinał            |                        |    | Półfinał               | Półfinał               | Półfinał |  |  | Finał | Finał | Finał |
|  |                        |                        |                        |                        |    |                        |                        |          |  |  |       |       |       |
|  |                        |                        |                        |                        |    |                        |                        |          |  |  |       |       |       |
|  | Antoaneta Stefanowa    | Antoaneta Stefanowa    | 2½                     |                        |    |                        |                        |          |  |  |       |       |       |
|  | Antoaneta Stefanowa    | Antoaneta Stefanowa    | 2½                     |                        |    |                        |                        |          |  |  |       |       |       |
|  | Nana Dzagnidze         | Nana Dzagnidze         | 1½                     |                        |    |                        |                        |          |  |  |       |       |       |
|  | Nana Dzagnidze         | Nana Dzagnidze         | 1½                     |                        |    | Antoaneta Stefanowa    | Antoaneta Stefanowa    | 1½       |  |  |       |       |       |
|  |                        |                        |                        |                        |    | Antoaneta Stefanowa    | Antoaneta Stefanowa    | 1½       |  |  |       |       |       |
|  |                        |                        | Maia Cziburdanidze     | Maia Cziburdanidze     | ½  |                        |                        |          |  |  |       |       |       |
|  | Maia Cziburdanidze     | Maia Cziburdanidze     | Maia Cziburdanidze     | Maia Cziburdanidze     | ½  | 3½                     |                        |          |  |  |       |       |       |
|  | Maia Cziburdanidze     | Maia Cziburdanidze     |                        |                        |    |                        |                        |          |  |  |       |       |       |
|  | Viktorija Čmilytė      | Viktorija Čmilytė      | 2½                     |                        |    |                        |                        |          |  |  |       |       |       |
|  | Viktorija Čmilytė      | Viktorija Čmilytė      | 2½                     |                        |    | Antoaneta Stefanowa    | Antoaneta Stefanowa    | 2½       |  |  |       |       |       |
|  |                        |                        |                        |                        |    |                        |                        |          |  |  |       |       |       |
|  |                        |                        | Jekatierina Kowalewska | Jekatierina Kowalewska | ½  |                        |                        |          |  |  |       |       |       |
|  | Jekatierina Kowalewska | Jekatierina Kowalewska | Jekatierina Kowalewska | Jekatierina Kowalewska | ½  | 2½                     |                        |          |  |  |       |       |       |
|  | Jekatierina Kowalewska | Jekatierina Kowalewska |                        |                        |    |                        |                        |          |  |  |       |       |       |
|  | Ketino Kachiani-G.     | Ketino Kachiani-G.     | 1½                     |                        |    |                        |                        |          |  |  |       |       |       |
|  | Ketino Kachiani-G.     | Ketino Kachiani-G.     | 1½                     |                        |    | Jekatierina Kowalewska | Jekatierina Kowalewska | 2½       |  |  |       |       |       |
|  |                        |                        |                        |                        |    | Jekatierina Kowalewska | Jekatierina Kowalewska | 2½       |  |  |       |       |       |
|  |                        |                        | Humpy Koneru           | Humpy Koneru           | 1½ |                        |                        |          |  |  |       |       |       |
|  | Humpy Koneru           | Humpy Koneru           | Humpy Koneru           | Humpy Koneru           | 1½ | 2                      |                        |          |  |  |       |       |       |
|  | Humpy Koneru           | Humpy Koneru           |                        |                        |    |                        |                        |          |  |  |       |       |       |
|  | Xu Yuhua               | Xu Yuhua               | 0                      |                        |    |                        |                        |          |  |  |       |       |       |
|  | Xu Yuhua               | Xu Yuhua               | 0                      |                        |    |                        |                        |          |  |  |       |       |       |

### Mistrzostwa świata kobiet 2006
Po raz czwarty najlepsze szachistki świata spotkały się w dniach 11 – 25 marca 2006 r. w Jekaterynburgu. Po zmianie w 2005 r. systemu wyłaniania mistrza świata mężczyzn, już tylko mistrzyni świata kobiet wyłaniana była drogą turnieju pucharowego. Tak jak w poprzednich edycjach, również w 2006 r. na starcie stanęły 64 zawodniczki. Spośród najlepszej dziesiątki na liście rankingowej w dniu 1 stycznia 2006 r. zabrakło, już tradycyjnie, Judit Polgár oraz Hoàng Thanh Trang jak również eks-mistrzyni świata Zhu Chen, która choć zgłoszona, nie pojawiła się na sali turniejowej, przegrywając w I rundzie walkowerem.
Już pierwsza runda przyniosły niespodziewane rozstrzygnięcia, do których należały porażki Kateryny Łahno (2500, nr 6), Nadieżdy Kosincewej (2480, nr 9), Moniki Soćko (2475, nr 13) oraz Zhao Xue (2473, nr 14). Jeszcze bardziej sensacyjne wyniki odnotowano w II rundzie, w której z turniejem pożegnały się Humpy Koneru (2537, nr 1), Pia Cramling (2515, nr 2) oraz mistrzyni świata Antoaneta Stefanowa (2499, nr 7). W kolejnych dwóch rundach odpadły kolejne najwyżej rozstawione szachistki, dzięki czemu skład półfinałów był również zaskakujący, awansowały do nich Xu Yuhua (2502, nr 5), Viktorija Čmilytė (2475, nr 12), Alisa Gallamowa (2467, nr 16) oraz Swietłana Matwiejewa (2428, nr 26). Ostatecznie w finałowym meczu Xu Yuhua pokonała 2½ do ½ Alisę Gallamową i to ona została kolejna mistrzynią świata.
W mistrzostwach wystartowały trzy reprezentantki Polski. Obok wspomnianej wcześniej Moniki Soćko, w I rundzie z turnieju wyeliminowana została również Marta Zielińska (2398, nr 37). Najlepiej zaprezentowała się Iweta Radziewicz (2421, nr 32), która po zwycięstwach nad Tatianą Kononenko (2417, nr 33) i Antoanetą Stefanową (2499, nr 7) w III rundzie spotkała się z późniejszą finalistką, Alisą Gallamową (2467, nr 16), ulegając jej po dogrywce.

#### Wyniki (od IV rundy)
|  |                        |                        |                      |                      |   |                 |                 |          |  |  |       |       |       |
|  | Ćwierćfinał            | Ćwierćfinał            | Ćwierćfinał          |                      |   | Półfinał        | Półfinał        | Półfinał |  |  | Finał | Finał | Finał |
|  | Ćwierćfinał            | Ćwierćfinał            | Ćwierćfinał          |                      |   | Półfinał        | Półfinał        | Półfinał |  |  | Finał | Finał | Finał |
|  |                        |                        |                      |                      |   |                 |                 |          |  |  |       |       |       |
|  |                        |                        |                      |                      |   |                 |                 |          |  |  |       |       |       |
|  | Xu Yuhua               | Xu Yuhua               | 2½                   |                      |   |                 |                 |          |  |  |       |       |       |
|  | Xu Yuhua               | Xu Yuhua               | 2½                   |                      |   |                 |                 |          |  |  |       |       |       |
|  | Jekatierina Kowalewska | Jekatierina Kowalewska | 1½                   |                      |   |                 |                 |          |  |  |       |       |       |
|  | Jekatierina Kowalewska | Jekatierina Kowalewska | 1½                   |                      |   | Xu Yuhua        | Xu Yuhua        | 1½       |  |  |       |       |       |
|  |                        |                        |                      |                      |   | Xu Yuhua        | Xu Yuhua        | 1½       |  |  |       |       |       |
|  |                        |                        | Swietłana Matwiejewa | Swietłana Matwiejewa | ½ |                 |                 |          |  |  |       |       |       |
|  | Swietłana Matwiejewa   | Swietłana Matwiejewa   | Swietłana Matwiejewa | Swietłana Matwiejewa | ½ | 1½              |                 |          |  |  |       |       |       |
|  | Swietłana Matwiejewa   | Swietłana Matwiejewa   |                      |                      |   |                 |                 |          |  |  |       |       |       |
|  | Marie Sebag            | Marie Sebag            | ½                    |                      |   |                 |                 |          |  |  |       |       |       |
|  | Marie Sebag            | Marie Sebag            | ½                    |                      |   | Xu Yuhua        | Xu Yuhua        | 2½       |  |  |       |       |       |
|  |                        |                        |                      |                      |   |                 |                 |          |  |  |       |       |       |
|  |                        |                        | Alisa Gallamowa      | Alisa Gallamowa      | ½ |                 |                 |          |  |  |       |       |       |
|  | Alisa Gallamowa        | Alisa Gallamowa        | Alisa Gallamowa      | Alisa Gallamowa      | ½ | 2               |                 |          |  |  |       |       |       |
|  | Alisa Gallamowa        | Alisa Gallamowa        |                      |                      |   |                 |                 |          |  |  |       |       |       |
|  | Nino Churcidze         | Nino Churcidze         | 0                    |                      |   |                 |                 |          |  |  |       |       |       |
|  | Nino Churcidze         | Nino Churcidze         | 0                    |                      |   | Alisa Gallamowa | Alisa Gallamowa | 1½       |  |  |       |       |       |
|  |                        |                        |                      |                      |   | Alisa Gallamowa | Alisa Gallamowa | 1½       |  |  |       |       |       |
|  |                        |                        | Viktorija Čmilytė    | Viktorija Čmilytė    | ½ |                 |                 |          |  |  |       |       |       |
|  | Viktorija Čmilytė      | Viktorija Čmilytė      | Viktorija Čmilytė    | Viktorija Čmilytė    | ½ | 3               |                 |          |  |  |       |       |       |
|  | Viktorija Čmilytė      | Viktorija Čmilytė      |                      |                      |   |                 |                 |          |  |  |       |       |       |
|  | Maia Cziburdanidze     | Maia Cziburdanidze     | 1                    |                      |   |                 |                 |          |  |  |       |       |       |
|  | Maia Cziburdanidze     | Maia Cziburdanidze     | 1                    |                      |   |                 |                 |          |  |  |       |       |       |

### Mistrzostwa świata kobiet 2008

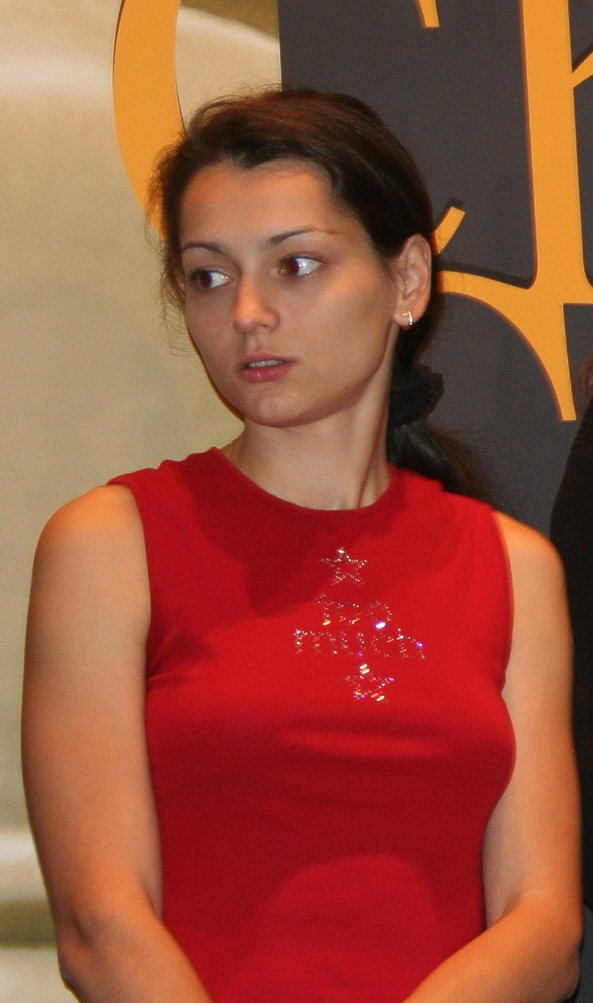
Aleksandra Kostieniuk

Piąte w historii mistrzostwa świata kobiet systemem pucharowym zostały rozegrane w rosyjskim mieście Nalczyk w dniach 28 sierpnia – 18 września 2008 roku. Niecałe dwa tygodnie przed rozpoczęciem mistrzostw ukazał się list otwarty podpisany przez sześć reprezentantek Gruzji, w którym prosiły one o zmianę lokalizacji turnieju z powodu wojny w Osetii Południowej. W odpowiedzi prezydent FIDE Kirsan Ilumżynow zaapelował o niemieszanie sportu z polityką i zapewnił, iż Nalczyk jest bezpiecznym miastem. Nie pomogło to jednak w bojkocie mistrzostw przez szachistki gruzińskie oraz z innych krajów. Spośród uprawnionych do gry 64 zawodniczek, w I rundzie do turnieju nie przystąpiło aż 11, a dwa pojedynki tej rundy zakończyły się obustronnymi walkowerami, co skutkowało kolejnymi dwoma nierozegranymi mini-meczami w II rundzie. Oprócz 6 Gruzinek, w tym byłej wielokrotnej mistrzyni świata, Mai Cziburdanidze (ranking 2489, nr startowy 14) oraz Leli Dżawachiszwili (2461, nr 21) na starcie zabrakło również m.in. Marie Sebag (Francja, 2529, nr 6), Iriny Krush (Stany Zjednoczone, 2470, nr 19) i Jekatieriny Korbut (Rosja, 2459, nr 24). Spośród najlepszej dziesiątki na liście rankingowej FIDE w dniu 1 lipca 2008 w mistrzostwach nie uczestniczyły Judit Polgár i Xie Jun, a Marie Sebag zrezygnowała ze startu. Pierwszy numer startowy przyznano aktualnej jeszcze mistrzyni świata Xu Yuhua (Chiny, 2483), a kolejne według posiadanego rankingu.
Największą sensacją I rundy było wyeliminowanie Natalii Żukowej (2489, nr 13), w II rundzie z turniejem pożegnały się mistrzyni świata Xu Yuhua (2483, nr 1), Zhao Xue (2522, nr 7), Viktorija Čmilytė (2508, nr 10) i Anna Muzyczuk (2504, nr 11), a w III – Tatiana Kosincewa (2511, nr 8). Skład półfinałów nie był zaskakujący, do tego etapu rozgrywek awansowały Humpy Koneru (2622, nr 2), Hou Yifan (2557, nr 3), Pia Cramling (2544, nr 5) oraz Aleksandra Kostieniuk (2510, nr 9). W drodze do finałowego meczu Kostieniuk potrzebowała dwóch partii, aby wyeliminować Cramling, natomiast o losach pojedynku Chinki z Hinduską zadecydowała dogrywka, w której lepsza okazała się 14-letnia Hou. Pierwszą finałową partię wygrała Rosjanka, trzy pozostałe zakończyły się remisem, całe spotkanie wygrała zatem Aleksandra Kostieniuk i to ona została kolejną mistrzynią świata.
W turnieju wystartowały trzy reprezentantki Polski, nie osiągnęły one jednak żadnego sukcesu. W I rundzie swój pojedynek przegrała Iweta Rajlich (2417, nr 30), z Bathuyag Mongontuul (2406, nr 35), awansowały Monika Soćko (2473, nr 18) po bardzo dramatycznej siódmej partii meczu (którą musiała wygrać, aby awansować) z Sabiną-Francescą Foisor (2337, nr 47) oraz Anna Gasik (2211, nr 59), której przeciwniczka (Marie Sebag) nie stawiła się do gry. Obie Polki przegrały jednak swoje pojedynki w II rundzie: Monika Soćko z Hoàng Thanh Trang (2487, nr 15), a Anna Gasik z Lilit Mykyrtczian (2436, nr 27).

#### Wyniki (od IV rundy)
|  |                       |                       |              |              |    |                       |                       |          |  |  |       |       |       |
|  | Ćwierćfinał           | Ćwierćfinał           | Ćwierćfinał  |              |    | Półfinał              | Półfinał              | Półfinał |  |  | Finał | Finał | Finał |
|  | Ćwierćfinał           | Ćwierćfinał           | Ćwierćfinał  |              |    | Półfinał              | Półfinał              | Półfinał |  |  | Finał | Finał | Finał |
|  |                       |                       |              |              |    |                       |                       |          |  |  |       |       |       |
|  |                       |                       |              |              |    |                       |                       |          |  |  |       |       |       |
|  | Aleksandra Kostieniuk | Aleksandra Kostieniuk | 1½           |              |    |                       |                       |          |  |  |       |       |       |
|  | Aleksandra Kostieniuk | Aleksandra Kostieniuk | 1½           |              |    |                       |                       |          |  |  |       |       |       |
|  | Anna Uszenina         | Anna Uszenina         | ½            |              |    |                       |                       |          |  |  |       |       |       |
|  | Anna Uszenina         | Anna Uszenina         | ½            |              |    | Aleksandra Kostieniuk | Aleksandra Kostieniuk | 1½       |  |  |       |       |       |
|  |                       |                       |              |              |    | Aleksandra Kostieniuk | Aleksandra Kostieniuk | 1½       |  |  |       |       |       |
|  |                       |                       | Pia Cramling | Pia Cramling | ½  |                       |                       |          |  |  |       |       |       |
|  | Pia Cramling          | Pia Cramling          | Pia Cramling | Pia Cramling | ½  | 1½                    |                       |          |  |  |       |       |       |
|  | Pia Cramling          | Pia Cramling          |              |              |    |                       |                       |          |  |  |       |       |       |
|  | Antoaneta Stefanowa   | Antoaneta Stefanowa   | ½            |              |    |                       |                       |          |  |  |       |       |       |
|  | Antoaneta Stefanowa   | Antoaneta Stefanowa   | ½            |              |    | Aleksandra Kostieniuk | Aleksandra Kostieniuk | 2½       |  |  |       |       |       |
|  |                       |                       |              |              |    |                       |                       |          |  |  |       |       |       |
|  |                       |                       | Hou Yifan    | Hou Yifan    | 1½ |                       |                       |          |  |  |       |       |       |
|  | Hou Yifan             | Hou Yifan             | Hou Yifan    | Hou Yifan    | 1½ | 1½                    |                       |          |  |  |       |       |       |
|  | Hou Yifan             | Hou Yifan             |              |              |    |                       |                       |          |  |  |       |       |       |
|  | Lilit Mykyrtczian     | Lilit Mykyrtczian     | ½            |              |    |                       |                       |          |  |  |       |       |       |
|  | Lilit Mykyrtczian     | Lilit Mykyrtczian     | ½            |              |    | Hou Yifan             | Hou Yifan             | 4        |  |  |       |       |       |
|  |                       |                       |              |              |    | Hou Yifan             | Hou Yifan             | 4        |  |  |       |       |       |
|  |                       |                       | Humpy Koneru | Humpy Koneru | 2  |                       |                       |          |  |  |       |       |       |
|  | Humpy Koneru          | Humpy Koneru          | Humpy Koneru | Humpy Koneru | 2  | 2                     |                       |          |  |  |       |       |       |
|  | Humpy Koneru          | Humpy Koneru          |              |              |    |                       |                       |          |  |  |       |       |       |
|  | Shen Yang             | Shen Yang             | 0            |              |    |                       |                       |          |  |  |       |       |       |
|  | Shen Yang             | Shen Yang             | 0            |              |    |                       |                       |          |  |  |       |       |       |

### Mistrzostwa świata kobiet 2010

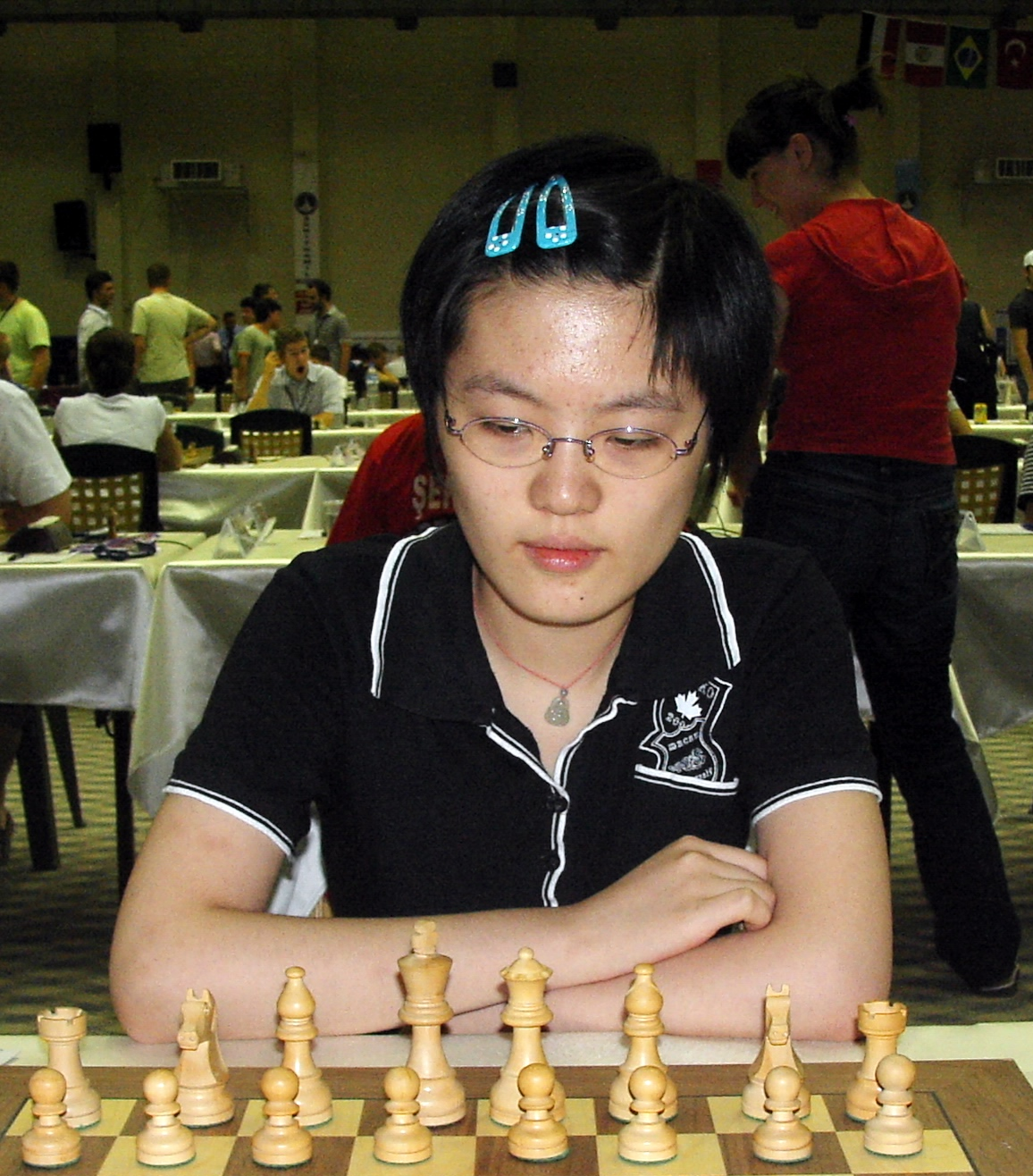
Hou Yifan

Szóste mistrzostwa odbyły się w dniach od 2 do 25 grudnia 2010 r. w tureckim mieście Antiochia z udziałem 64 zawodniczek: aktualnej mistrzyni świata (Aleksandra Kostieniuk), pozostałych trzech półfinalistek poprzednich mistrzostw (Hou Yifan, Pia Cramling, Humpy Koneru), mistrzyń świata juniorek do lat 20 z lat 2008 (Dronavalli Harika) i 2009 (Swaminathan Soumya), pięciu najlepszych zawodniczek pod względem średniego rankingu w okresie lipiec 2008-styczeń 2009 oraz 51 szachistek, które zakwalifikowały się w turniejach eliminacyjnych (mistrzostw kontynentów oraz turniejach strefowych) i 2 zawodniczek, nominowanych przez Prezydenta FIDE. Spośród pierwszej dziesiątki światowej listy rankingowej FIDE z dnia 1 listopada 2010 r. na starcie nie pojawiły się jedynie Judit Polgár (1. miejsce) oraz Nadieżda Kosincewa (5. miejsce). Do mistrzostw zakwalifikowały się trzy Polki: Monika Soćko, Iweta Rajlich oraz Jolanta Zawadzka, jednakże z powodu kłopotów z dostaniem się do Turcji w wyniku odwołania lotów międzynarodowych, w dniu 2 grudnia ze startu zrezygnowała Iweta Rajlich. Trenerem polskich zawodniczek był arcymistrz Ołeksandr Sułypa.
Największą sensacją I rundy było wyeliminowanie rozstawionej z nr 8 Pii Cramling (2526). W II rundzie z turniejem pożegnały się m.in. Tatjana Kosincewa (nr 4, 2581), Nana Dzagnidze (nr 5, 2551) oraz Antoaneta Stefanowa (nr 6, 2548), natomiast w III – broniąca tytułu Aleksandra Kostieniuk (nr 1, 2507) oraz Anna Muzyczuk (nr 7, 2530). Do IV rundy zakwalifikowały się aż 4 zawodniczki z Chin, stanowiąc połowę uczestniczek, które awansowały do tego etapu rozgrywek. Spośród nich, trzy (Hou Yifan [nr 3, Hou, Yifan], Ruan Lufei [nr 16, 2480] i Zhao Xue [nr 20, 2474]) zakwalifikowały się do półfinałów, a stawkę uzupełniła Hinduska Humpy Koneru (nr 2, 2600). W półfinale Hou Yifan wyeliminowała Humpy Koneru, a Ruan Lufei – Zhao Xue. W finale Hou Yifan pokonała po dogrywce swoją rodaczkę i zdobyła tytuł mistrzyni świata.
Spośród reprezentantek Polski, w I rundzie swój pojedynek wygrała Monika Soćko (nr 14, 2495), która pokonała Swaminathan Soumyę z Indii (nr 51, 2332), natomiast w turnieju odpadła Jolanta Zawadzka (nr 44, 2368), przygrywając po dogrywce z Niemką Elisabeth Pähtz (nr 21, 2474). W II rundzie Monika Soćko uległa Zhu Chen z Kataru (nr 19, 2477) i odpadła z dalszej rywalizacji.

#### Wyniki (od IV rundy)
|  |                    |                    |             |            |    |              |              |          |  |  |       |       |       |
|  | Ćwierćfinał        | Ćwierćfinał        | Ćwierćfinał |            |    | Półfinał     | Półfinał     | Półfinał |  |  | Finał | Finał | Finał |
|  | Ćwierćfinał        | Ćwierćfinał        | Ćwierćfinał |            |    | Półfinał     | Półfinał     | Półfinał |  |  | Finał | Finał | Finał |
|  |                    |                    |             |            |    |              |              |          |  |  |       |       |       |
|  |                    |                    |             |            |    |              |              |          |  |  |       |       |       |
|  | Humpy Koneru       | Humpy Koneru       | 1½          |            |    |              |              |          |  |  |       |       |       |
|  | Humpy Koneru       | Humpy Koneru       | 1½          |            |    |              |              |          |  |  |       |       |       |
|  | Ju Wenjun          | Ju Wenjun          | ½           |            |    |              |              |          |  |  |       |       |       |
|  | Ju Wenjun          | Ju Wenjun          | ½           |            |    | Humpy Koneru | Humpy Koneru | ½        |  |  |       |       |       |
|  |                    |                    |             |            |    | Humpy Koneru | Humpy Koneru | ½        |  |  |       |       |       |
|  |                    |                    | Hou Yifan   | Hou Yifan  | 1½ |              |              |          |  |  |       |       |       |
|  | Hou Yifan          | Hou Yifan          | Hou Yifan   | Hou Yifan  | 1½ | 1½           |              |          |  |  |       |       |       |
|  | Hou Yifan          | Hou Yifan          |             |            |    |              |              |          |  |  |       |       |       |
|  | Kateryna Łahno     | Kateryna Łahno     | ½           |            |    |              |              |          |  |  |       |       |       |
|  | Kateryna Łahno     | Kateryna Łahno     | ½           |            |    | Hou Yifan    | Hou Yifan    | 5        |  |  |       |       |       |
|  |                    |                    |             |            |    |              |              |          |  |  |       |       |       |
|  |                    |                    | Ruan Lufei  | Ruan Lufei | 3  |              |              |          |  |  |       |       |       |
|  | Ruan Lufei         | Ruan Lufei         | Ruan Lufei  | Ruan Lufei | 3  | 2½           |              |          |  |  |       |       |       |
|  | Ruan Lufei         | Ruan Lufei         |             |            |    |              |              |          |  |  |       |       |       |
|  | Dronavalli Harika  | Dronavalli Harika  | 1½          |            |    |              |              |          |  |  |       |       |       |
|  | Dronavalli Harika  | Dronavalli Harika  | 1½          |            |    | Ruan Lufei   | Ruan Lufei   | 2½       |  |  |       |       |       |
|  |                    |                    |             |            |    | Ruan Lufei   | Ruan Lufei   | 2½       |  |  |       |       |       |
|  |                    |                    | Zhao Xue    | Zhao Xue   | 1½ |              |              |          |  |  |       |       |       |
|  | Zhao Xue           | Zhao Xue           | Zhao Xue    | Zhao Xue   | 1½ | 1½           |              |          |  |  |       |       |       |
|  | Zhao Xue           | Zhao Xue           |             |            |    |              |              |          |  |  |       |       |       |
|  | Almira Skripczenko | Almira Skripczenko | ½           |            |    |              |              |          |  |  |       |       |       |
|  | Almira Skripczenko | Almira Skripczenko | ½           |            |    |              |              |          |  |  |       |       |       |

### Mistrzostwa świata kobiet 2012

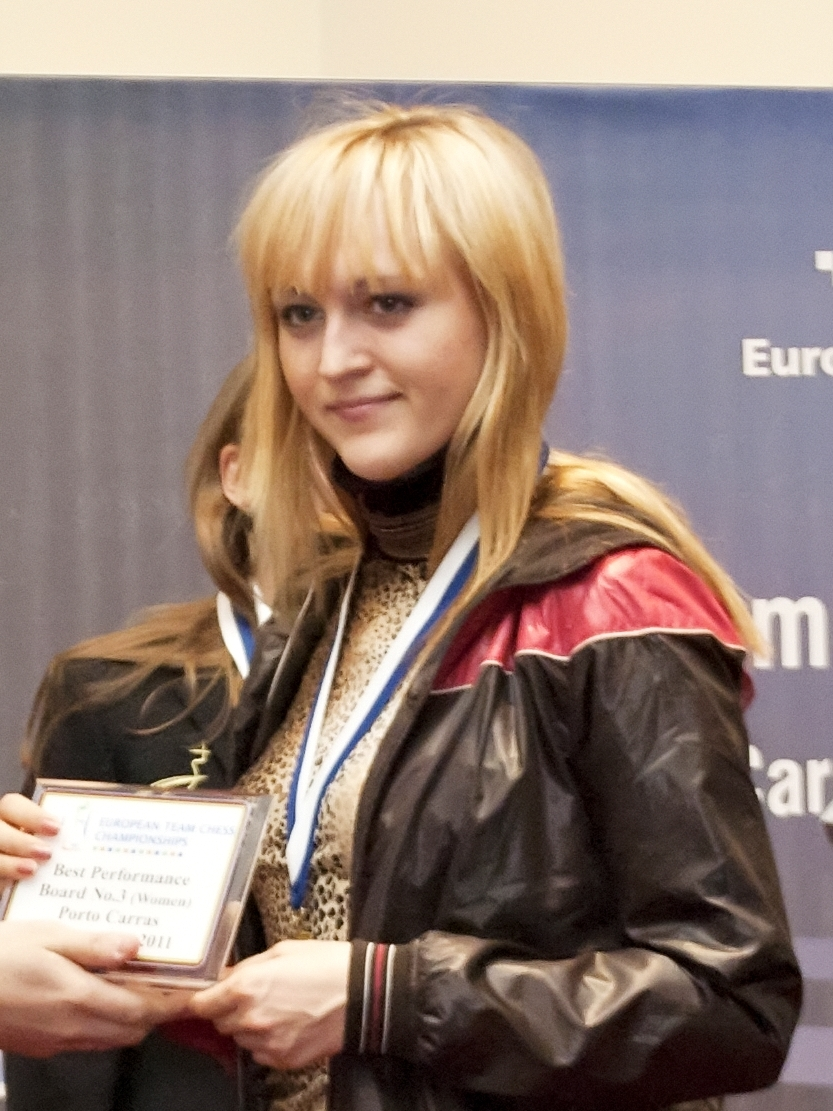
Anna Uszenina

Siódme mistrzostwa świata systemem pucharowym odbyły się w dniach 10 listopada – 2 grudnia 2012 r. w Chanty-Mansyjsku w Rosji, z udziałem 64 zawodniczek: aktualnej mistrzyni świata (Hou Yifan), wicemistrzyni świata (Humpy Koneru), półfinalistki poprzednich mistrzostw (Zhao Xue), dwóch mistrzyń świata juniorek do 20 lat (Anna Muzyczuk – 2010, Deysi Cori Tello – 2011), 6 szachistek zakwalifikowanych ze względu na najwyższy ranking w okresie 01.07.2011–01.01.2012, 51 zawodniczek z turniejów eliminacyjnych (mistrzostw kontynentów: 28 z Europy, 8 z Ameryki, 12 z Azji i Oceanii, 3 z Afryki) oraz 2 zawodniczek nominowanych przez Prezydenta FIDE. Spośród pierwszej dziesiątki światowej listy rankingowej FIDE z dnia 1 listopada 2012 r. na starcie zabrakło jedynie Judit Polgár (1. miejsce) oraz Nany Dzagnidze (6. miejsce). W mistrzostwach wzięły udział dwie Polki: Monika Soćko oraz Iweta Rajlich.
W I rundzie z najwyżej rozstawionych zawodniczek odpadła Bela Chotenaszwili (nr 13). II runda przyniosła wiele zaskakujących wyników, do których należało wyeliminowanie wszystkich trzech najwyżej rozstawionych uczestniczek: Hou Yifan (nr 1), Humpy Koneru (nr 2) i Anny Muzyczuk (nr 3), jak również Kateryny Łahno (nr 5), Viktoriji Čmilytė (nr 7), Walentiny Guniny (nr 9) oraz Pii Cramling (nr 10). W III rundzie najbardziej zaciętym był pojedynek dwóch sióstr Kosincewych, w którym Nadieżda (nr 6) po dogrywce pokonała Tatjanę (nr 11). W IV rundzie z mistrzostw odpadły trzy ostatnie rozstawione w pierwszej dziesiątce szachistki: Zhao Xue (nr 4), Nadieżda Kosincewa (nr 6) i Marie Sebag (nr 8), a do półfinałów awansowały Dronavalli Harika (nr 12), Ju Wenjun (nr 15), Antoaneta Stefanowa (nr 16) oraz Anna Uszenina (nr 30), co spowodowało, że mistrzostwa w 2012 r. były jednymi z najbardziej zaskakujących w historii. W finale, do którego awansowały Antoaneta Stefanowa i Anna Uszenina, zwyciężyła zawodniczka z Ukrainy i ona została kolejną mistrzynią świata.
Spośród reprezentantek Polski lepiej zaprezentowała się Monika Soćko (nr 32), która w I rundzie wyeliminowała Almirę Skripczenko (nr 33), a w II była autorką największej sensacji mistrzostw, pokonując mistrzynię świata Hou Yifan (nr 1). W III rundzie uległa jednak byłej mistrzyni świata Antoanecie Stefanowej (nr 16) i odpadła z dalszej rywalizacji. Iweta Rajlich (nr 40) zakończyła udział w mistrzostwach w I rundzie, przegrywając z Olgą Girią (nr 25).

#### Wyniki (od IV rundy)
|  |                     |                     |                   |                   |    |                     |                     |          |  |  |       |       |       |
|  | Ćwierćfinał         | Ćwierćfinał         | Ćwierćfinał       |                   |    | Półfinał            | Półfinał            | Półfinał |  |  | Finał | Finał | Finał |
|  | Ćwierćfinał         | Ćwierćfinał         | Ćwierćfinał       |                   |    | Półfinał            | Półfinał            | Półfinał |  |  | Finał | Finał | Finał |
|  |                     |                     |                   |                   |    |                     |                     |          |  |  |       |       |       |
|  |                     |                     |                   |                   |    |                     |                     |          |  |  |       |       |       |
|  | Antoaneta Stefanowa | Antoaneta Stefanowa | 3                 |                   |    |                     |                     |          |  |  |       |       |       |
|  | Antoaneta Stefanowa | Antoaneta Stefanowa | 3                 |                   |    |                     |                     |          |  |  |       |       |       |
|  | Marie Sebag         | Marie Sebag         | 1                 |                   |    |                     |                     |          |  |  |       |       |       |
|  | Marie Sebag         | Marie Sebag         | 1                 |                   |    | Antoaneta Stefanowa | Antoaneta Stefanowa | 1½       |  |  |       |       |       |
|  |                     |                     |                   |                   |    | Antoaneta Stefanowa | Antoaneta Stefanowa | 1½       |  |  |       |       |       |
|  |                     |                     | Dronavalli Harika | Dronavalli Harika | ½  |                     |                     |          |  |  |       |       |       |
|  | Zhao Xue            | Zhao Xue            | Dronavalli Harika | Dronavalli Harika | ½  | 1½                  |                     |          |  |  |       |       |       |
|  | Zhao Xue            | Zhao Xue            |                   |                   |    |                     |                     |          |  |  |       |       |       |
|  | Dronavalli Harika   | Dronavalli Harika   | 2½                |                   |    |                     |                     |          |  |  |       |       |       |
|  | Dronavalli Harika   | Dronavalli Harika   | 2½                |                   |    | Antoaneta Stefanowa | Antoaneta Stefanowa | 2½       |  |  |       |       |       |
|  |                     |                     |                   |                   |    |                     |                     |          |  |  |       |       |       |
|  |                     |                     | Anna Uszenina     | Anna Uszenina     | 3½ |                     |                     |          |  |  |       |       |       |
|  | Anna Uszenina       | Anna Uszenina       | Anna Uszenina     | Anna Uszenina     | 3½ | 1½                  |                     |          |  |  |       |       |       |
|  | Anna Uszenina       | Anna Uszenina       |                   |                   |    |                     |                     |          |  |  |       |       |       |
|  | Nadieżda Kosincewa  | Nadieżda Kosincewa  | ½                 |                   |    |                     |                     |          |  |  |       |       |       |
|  | Nadieżda Kosincewa  | Nadieżda Kosincewa  | ½                 |                   |    | Anna Uszenina       | Anna Uszenina       | 2½       |  |  |       |       |       |
|  |                     |                     |                   |                   |    | Anna Uszenina       | Anna Uszenina       | 2½       |  |  |       |       |       |
|  |                     |                     | Ju Wenjun         | Ju Wenjun         | 1½ |                     |                     |          |  |  |       |       |       |
|  | Ju Wenjun           | Ju Wenjun           | Ju Wenjun         | Ju Wenjun         | 1½ | 3½                  |                     |          |  |  |       |       |       |
|  | Ju Wenjun           | Ju Wenjun           |                   |                   |    |                     |                     |          |  |  |       |       |       |
|  | Huang Qian          | Huang Qian          | 2½                |                   |    |                     |                     |          |  |  |       |       |       |
|  | Huang Qian          | Huang Qian          | 2½                |                   |    |                     |                     |          |  |  |       |       |       |

### Mistrzostwa świata kobiet 2015

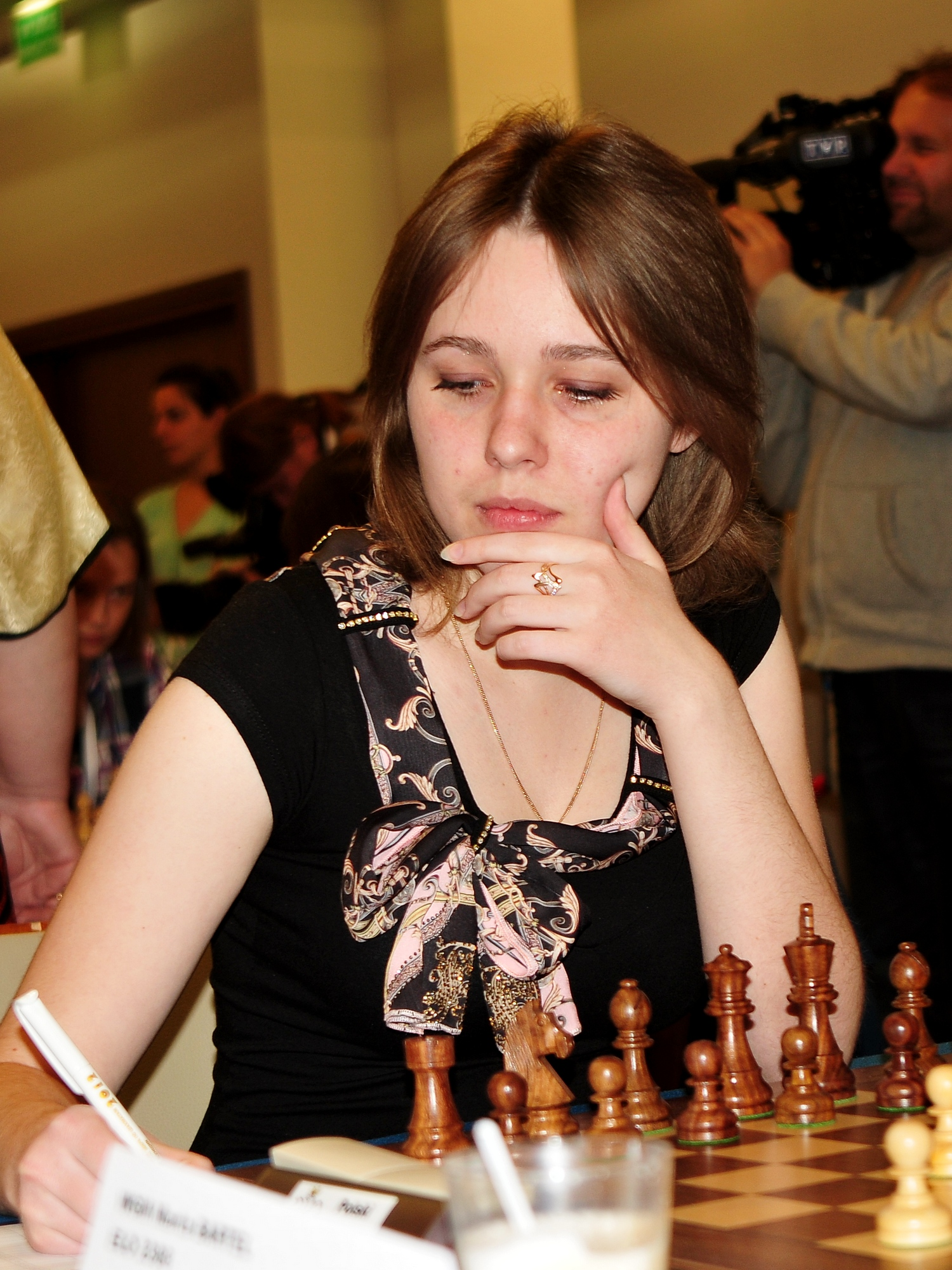
Marija Muzyczuk

Ósme mistrzostwa świata systemem pucharowym odbyły się w dniach 16 marca – 7 kwietnia 2015 r. w Soczi w Rosji, z udziałem 64 zawodniczek. W turnieju nie wystąpiła aktualna mistrzyni świata, Chinka Hou Yifan (nr 1 na liście rankingowej FIDE na dzień 1 marca 2015). Z pierwszej dziesiątki listy FIDE zabrakło również Judit Polgár (Węgry, nr 2), Nany Dzagnidze (Gruzja, nr 4) oraz Kateryny Łahno (Rosja, nr 8). Jedyną reprezentantką Polski była Monika Soćko, która w I rundzie pokonała Deimantė Daulytė, natomiast w II rundzie przegrała z Mariją Muzyczuk i odpadła z dalszej rywalizacji.
Do ćwierćfinałów awansowały po dwie reprezentantki Indii (Humpy Koneru, Dronavalli Harika) i Ukrainy (Marija Muzyczuk, Anna Muzyczuk), oraz Gruzinka Meri Arabidze, Rosjanka Natalia Pogonina, Chinka Zhao Xue i Szwedka Pia Cramling. Na tym etapie odpadły ostatnie najwyżej rozstawione w mistrzostwach zawodniczki: Humpy Koneru (nr 1), Anna Muzyczuk (nr 3) i Zhao Xue (nr 7). W półfinałach zmierzyły się Marija Muzyczuk (nr 8) z Dronavalli Hariką (nr 12) oraz Natalia Pogonina (nr 31) z Pią Cramling (nr 11). Oba półfinały wymagały rozegrania dogrywek, w których zwyciężyły Muzyczuk i Pogonina. W finale reprezentantka Ukrainy pokonała Rosjankę w stosunku 2½ – 1½ i zdobyła tytuł mistrzyni świata.

#### Wyniki (od IV rundy)
|  |                   |                   |                   |                   |    |                  |                  |          |  |  |       |       |       |
|  | Ćwierćfinał       | Ćwierćfinał       | Ćwierćfinał       |                   |    | Półfinał         | Półfinał         | Półfinał |  |  | Finał | Finał | Finał |
|  | Ćwierćfinał       | Ćwierćfinał       | Ćwierćfinał       |                   |    | Półfinał         | Półfinał         | Półfinał |  |  | Finał | Finał | Finał |
|  |                   |                   |                   |                   |    |                  |                  |          |  |  |       |       |       |
|  |                   |                   |                   |                   |    |                  |                  |          |  |  |       |       |       |
|  | Humpy Koneru      | Humpy Koneru      | 1½                |                   |    |                  |                  |          |  |  |       |       |       |
|  | Humpy Koneru      | Humpy Koneru      | 1½                |                   |    |                  |                  |          |  |  |       |       |       |
|  | Marija Muzyczuk   | Marija Muzyczuk   | 2½                |                   |    |                  |                  |          |  |  |       |       |       |
|  | Marija Muzyczuk   | Marija Muzyczuk   | 2½                |                   |    | Marija Muzyczuk  | Marija Muzyczuk  | 3½       |  |  |       |       |       |
|  |                   |                   |                   |                   |    | Marija Muzyczuk  | Marija Muzyczuk  | 3½       |  |  |       |       |       |
|  |                   |                   | Dronavalli Harika | Dronavalli Harika | 2½ |                  |                  |          |  |  |       |       |       |
|  | Meri Arabidze     | Meri Arabidze     | Dronavalli Harika | Dronavalli Harika | 2½ | ½                |                  |          |  |  |       |       |       |
|  | Meri Arabidze     | Meri Arabidze     |                   |                   |    |                  |                  |          |  |  |       |       |       |
|  | Dronavalli Harika | Dronavalli Harika | 1½                |                   |    |                  |                  |          |  |  |       |       |       |
|  | Dronavalli Harika | Dronavalli Harika | 1½                |                   |    | Marija Muzyczuk  | Marija Muzyczuk  | 2½       |  |  |       |       |       |
|  |                   |                   |                   |                   |    |                  |                  |          |  |  |       |       |       |
|  |                   |                   | Natalia Pogonina  | Natalia Pogonina  | 1½ |                  |                  |          |  |  |       |       |       |
|  | Natalia Pogonina  | Natalia Pogonina  | Natalia Pogonina  | Natalia Pogonina  | 1½ | 2½               |                  |          |  |  |       |       |       |
|  | Natalia Pogonina  | Natalia Pogonina  |                   |                   |    |                  |                  |          |  |  |       |       |       |
|  | Zhao Xue          | Zhao Xue          | 1½                |                   |    |                  |                  |          |  |  |       |       |       |
|  | Zhao Xue          | Zhao Xue          | 1½                |                   |    | Natalia Pogonina | Natalia Pogonina | 2½       |  |  |       |       |       |
|  |                   |                   |                   |                   |    | Natalia Pogonina | Natalia Pogonina | 2½       |  |  |       |       |       |
|  |                   |                   | Pia Cramling      | Pia Cramling      | 1½ |                  |                  |          |  |  |       |       |       |
|  | Anna Muzyczuk     | Anna Muzyczuk     | Pia Cramling      | Pia Cramling      | 1½ | 2½               |                  |          |  |  |       |       |       |
|  | Anna Muzyczuk     | Anna Muzyczuk     |                   |                   |    |                  |                  |          |  |  |       |       |       |
|  | Pia Cramling      | Pia Cramling      | 3½                |                   |    |                  |                  |          |  |  |       |       |       |
|  | Pia Cramling      | Pia Cramling      | 3½                |                   |    |                  |                  |          |  |  |       |       |       |

### Mistrzostwa świata kobiet 2017

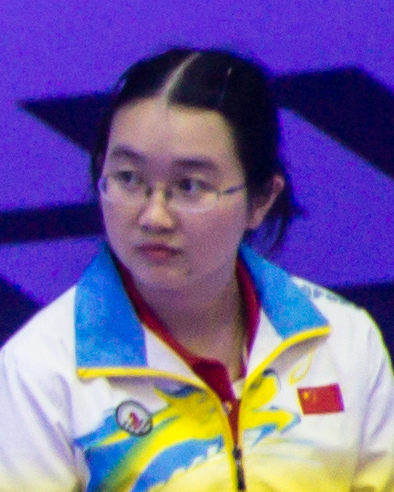
Tan Zhongyi

Dziewiąte mistrzostwa systemem pucharowym odbyły się w dniach od 10 lutego do 4 marca 2018 r. w Teheranie w Iranie z udziałem 64 zawodniczek. W turnieju nie wystąpiła aktualna mistrzyni świata, Chinka Hou Yifan (nr 1 na liście rankingowej FIDE na dzień 1 lutego 2017). Z pierwszej dziesiątki listy FIDE zabrakło również Humpy Koneru (Indie, nr 4), Mariji Muzyczuk (Ukraina, nr 6), Dronavalli Hariki (Indie, nr 7), Viktoriji Čmilytė (Litwa, nr 8) oraz Kateryny Łahno (Rosja, nr 9). Jedyną reprezentantką Polski była Monika Soćko, która w I rundzie przegrała z Anastasiją Sawiną i odpadła z dalszej rywalizacji.
Do ćwierćfinałów awansowały trzy reprezentantki Chin (Ju Wenjun, Tan Zhongyi, Ni Shiqun), oraz Indyjka Dronavalli Harika, Gruzinka Nana Dzagnidze, Ukrainka Anna Muzyczuk, Bułgarka Antoaneta Stefanowa i Rosjanka Aleksandra Kostieniuk. Na tym etapie odpadły ostatnie najwyżej rozstawione w mistrzostwach zawodniczki: Ju Wenjun (nr 1), Nana Dzagnidze (nr 5) i Antoaneta Stefanowa (nr 7). W półfinałach zmierzyły się Tan Zhongyi (nr 9) z Dronavalli Hariką (nr 4) oraz Anna Muzyczuk (nr 2) z Aleksandrą Kostieniuk (nr 3). W pierwszym półfinale po dogrywce Tan Zhongyi pokonała Harikę Dronavalli, a w drugim pólfinale lepsza okazała się Anna Muzyczuk, pokonując Aleksandrę Kostieniuk. W finale reprezentantka Chin pokonała Ukrainkę w stosunku 3½ – 2½ i zdobyła tytuł mistrzyni świata.

#### Wyniki (od IV rundy)
|  |                       |                       |                       |                       |    |               |               |          |  |  |       |       |       |
|  | Ćwierćfinał           | Ćwierćfinał           | Ćwierćfinał           |                       |    | Półfinał      | Półfinał      | Półfinał |  |  | Finał | Finał | Finał |
|  | Ćwierćfinał           | Ćwierćfinał           | Ćwierćfinał           |                       |    | Półfinał      | Półfinał      | Półfinał |  |  | Finał | Finał | Finał |
|  |                       |                       |                       |                       |    |               |               |          |  |  |       |       |       |
|  |                       |                       |                       |                       |    |               |               |          |  |  |       |       |       |
|  | Ju Wenjun             | Ju Wenjun             | ½                     |                       |    |               |               |          |  |  |       |       |       |
|  | Ju Wenjun             | Ju Wenjun             | ½                     |                       |    |               |               |          |  |  |       |       |       |
|  | Tan Zhongyi           | Tan Zhongyi           | 1½                    |                       |    |               |               |          |  |  |       |       |       |
|  | Tan Zhongyi           | Tan Zhongyi           | 1½                    |                       |    | Tan Zhongyi   | Tan Zhongyi   | 5        |  |  |       |       |       |
|  |                       |                       |                       |                       |    | Tan Zhongyi   | Tan Zhongyi   | 5        |  |  |       |       |       |
|  |                       |                       | Dronavalli Harika     | Dronavalli Harika     | 4  |               |               |          |  |  |       |       |       |
|  | Dronavalli Harika     | Dronavalli Harika     | Dronavalli Harika     | Dronavalli Harika     | 4  | 2½            |               |          |  |  |       |       |       |
|  | Dronavalli Harika     | Dronavalli Harika     |                       |                       |    |               |               |          |  |  |       |       |       |
|  | Nana Dzagnidze        | Nana Dzagnidze        | 1½                    |                       |    |               |               |          |  |  |       |       |       |
|  | Nana Dzagnidze        | Nana Dzagnidze        | 1½                    |                       |    | Tan Zhongyi   | Tan Zhongyi   | 3½       |  |  |       |       |       |
|  |                       |                       |                       |                       |    |               |               |          |  |  |       |       |       |
|  |                       |                       | Anna Muzyczuk         | Anna Muzyczuk         | 2½ |               |               |          |  |  |       |       |       |
|  | Anna Muzyczuk         | Anna Muzyczuk         | Anna Muzyczuk         | Anna Muzyczuk         | 2½ | 1½            |               |          |  |  |       |       |       |
|  | Anna Muzyczuk         | Anna Muzyczuk         |                       |                       |    |               |               |          |  |  |       |       |       |
|  | Antoaneta Stefanowa   | Antoaneta Stefanowa   | ½                     |                       |    |               |               |          |  |  |       |       |       |
|  | Antoaneta Stefanowa   | Antoaneta Stefanowa   | ½                     |                       |    | Anna Muzyczuk | Anna Muzyczuk | 2        |  |  |       |       |       |
|  |                       |                       |                       |                       |    | Anna Muzyczuk | Anna Muzyczuk | 2        |  |  |       |       |       |
|  |                       |                       | Aleksandra Kostieniuk | Aleksandra Kostieniuk | 0  |               |               |          |  |  |       |       |       |
|  | Aleksandra Kostieniuk | Aleksandra Kostieniuk | Aleksandra Kostieniuk | Aleksandra Kostieniuk | 0  | 1½            |               |          |  |  |       |       |       |
|  | Aleksandra Kostieniuk | Aleksandra Kostieniuk |                       |                       |    |               |               |          |  |  |       |       |       |
|  | Ni Shiqun             | Ni Shiqun             | ½                     |                       |    |               |               |          |  |  |       |       |       |
|  | Ni Shiqun             | Ni Shiqun             | ½                     |                       |    |               |               |          |  |  |       |       |       |

### Mistrzostwa świata kobiet 2018 (Listopad)

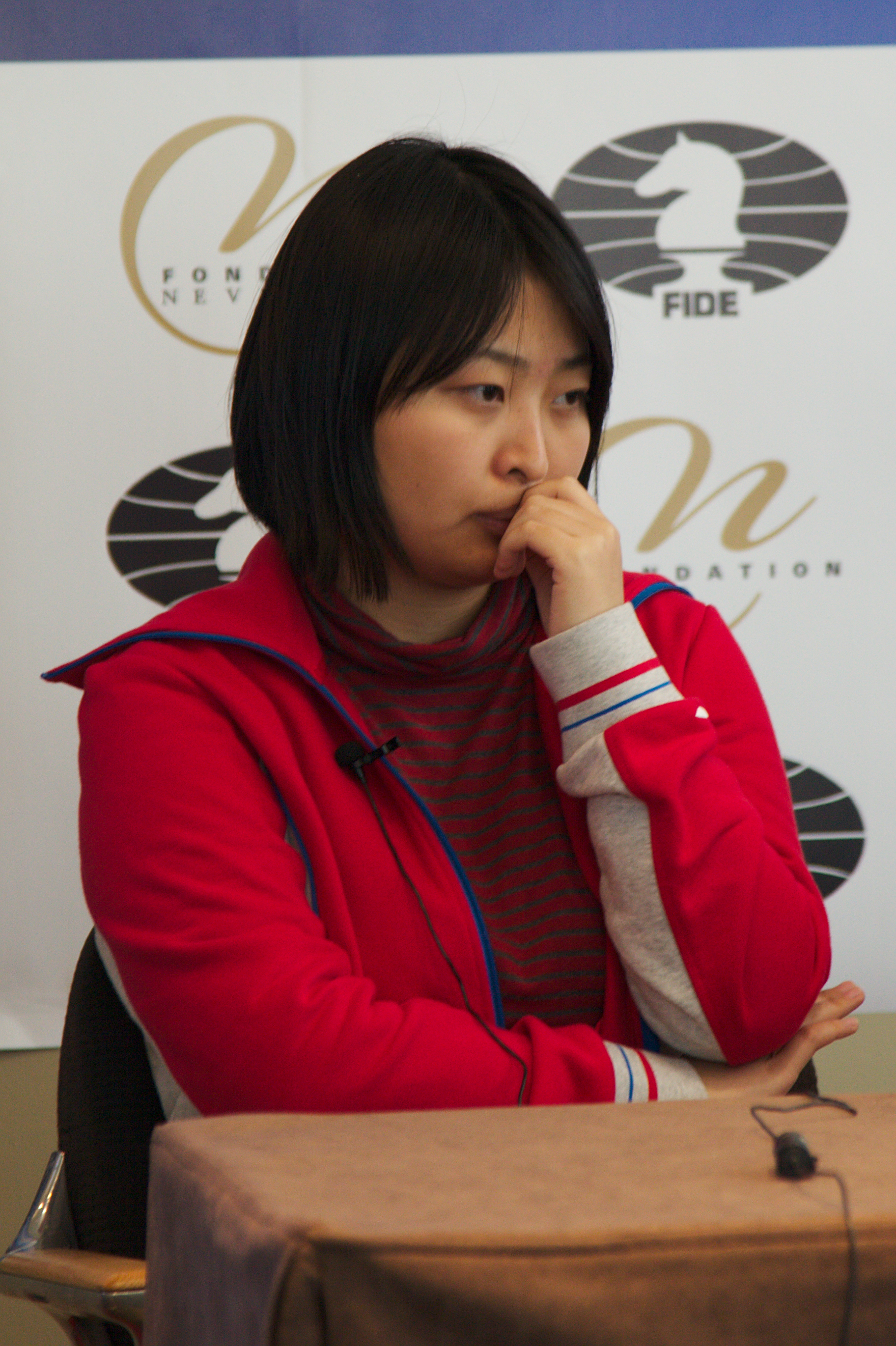
Ju Wenjun

Dziesiąte mistrzostwa systemem pucharowym odbyły się w dniach od 2 do 23 listopada 2018 r. w Chanty-Mansyjsku w Rosji z udziałem 64 zawodniczek. W turnieju wystąpiła aktualna mistrzyni świata, Chinka Ju Wenjun (nr 2 na liście rankingowej FIDE na dzień 1 listopada 2018).
Do ćwierćfinałów awansowały po dwie reprezentantki Chin (Ju Wenjun, Lei Tingjie), Rosji (Aleksandra Kostieniuk, Kateryna Łahno) i Ukrainy (Anna Muzyczuk, Marija Muzyczuk) oraz Uzbeczka Gulrukhbegim Tokhirjonowa i Kazaszka Żansaja Abdumalik. Na tym etapie odpadła tylko Anna Muzyczuk jako zawodniczka rozstawiona w pierwszej dziesiątce. W półfinałach zmierzyły się Chinka Ju Wenjun z Rosjanką Aleksandrą Kostieniuk  oraz Ukrainka Marija Muzyczuk z Rosjanką Kateryną Łahno. W pierwszym półfinale wygrała Ju Wenjun, zaś w drugim Kateryna Łahno. W finale reprezentantka Chin pokonała Rosjankę w stosunku 5 – 3 i obroniła tytuł mistrzyni świata.
Spośród reprezentantek Polski lepiej zaprezentowała się Jolanta Zawadzka (nr 31), która w I rundzie wyeliminowała rosjankę Marinę Romanko (nr 34), a w II pokonała indyjkę Humpy Koneru (nr 2). W III rundzie uległa jednak kazaszce Żansaji Abdumalik (nr 15) i odpadła z dalszej rywalizacji. Monika Soćko (nr 23) w I rundzie pokonała Izraelkę Juliję Shwajger (nr 42), a w II odpadła z Iranką Mobiną Alinasab (nr 55).

#### Wyniki (od IV rundy)
|  |                           |                           |                       |                       |   |                 |                 |          |  |  |       |       |       |
|  | Ćwierćfinał               | Ćwierćfinał               | Ćwierćfinał           |                       |   | Półfinał        | Półfinał        | Półfinał |  |  | Finał | Finał | Finał |
|  | Ćwierćfinał               | Ćwierćfinał               | Ćwierćfinał           |                       |   | Półfinał        | Półfinał        | Półfinał |  |  | Finał | Finał | Finał |
|  |                           |                           |                       |                       |   |                 |                 |          |  |  |       |       |       |
|  |                           |                           |                       |                       |   |                 |                 |          |  |  |       |       |       |
|  | Ju Wenjun                 | Ju Wenjun                 | 1½                    |                       |   |                 |                 |          |  |  |       |       |       |
|  | Ju Wenjun                 | Ju Wenjun                 | 1½                    |                       |   |                 |                 |          |  |  |       |       |       |
|  | Gulrukhbegim Tokhirjonowa | Gulrukhbegim Tokhirjonowa | ½                     |                       |   |                 |                 |          |  |  |       |       |       |
|  | Gulrukhbegim Tokhirjonowa | Gulrukhbegim Tokhirjonowa | ½                     |                       |   | Ju Wenjun       | Ju Wenjun       | 1½       |  |  |       |       |       |
|  |                           |                           |                       |                       |   | Ju Wenjun       | Ju Wenjun       | 1½       |  |  |       |       |       |
|  |                           |                           | Aleksandra Kostieniuk | Aleksandra Kostieniuk | ½ |                 |                 |          |  |  |       |       |       |
|  | Anna Muzyczuk             | Anna Muzyczuk             | Aleksandra Kostieniuk | Aleksandra Kostieniuk | ½ | 1½              |                 |          |  |  |       |       |       |
|  | Anna Muzyczuk             | Anna Muzyczuk             |                       |                       |   |                 |                 |          |  |  |       |       |       |
|  | Aleksandra Kostieniuk     | Aleksandra Kostieniuk     | 2½                    |                       |   |                 |                 |          |  |  |       |       |       |
|  | Aleksandra Kostieniuk     | Aleksandra Kostieniuk     | 2½                    |                       |   | Ju Wenjun       | Ju Wenjun       | 5        |  |  |       |       |       |
|  |                           |                           |                       |                       |   |                 |                 |          |  |  |       |       |       |
|  |                           |                           | Kateryna Łahno        | Kateryna Łahno        | 3 |                 |                 |          |  |  |       |       |       |
|  | Żansaja Abdumalik         | Żansaja Abdumalik         | Kateryna Łahno        | Kateryna Łahno        | 3 | 3½              |                 |          |  |  |       |       |       |
|  | Żansaja Abdumalik         | Żansaja Abdumalik         |                       |                       |   |                 |                 |          |  |  |       |       |       |
|  | Marija Muzyczuk           | Marija Muzyczuk           | 4½                    |                       |   |                 |                 |          |  |  |       |       |       |
|  | Marija Muzyczuk           | Marija Muzyczuk           | 4½                    |                       |   | Marija Muzyczuk | Marija Muzyczuk | 1        |  |  |       |       |       |
|  |                           |                           |                       |                       |   | Marija Muzyczuk | Marija Muzyczuk | 1        |  |  |       |       |       |
|  |                           |                           | Kateryna Łahno        | Kateryna Łahno        | 3 |                 |                 |          |  |  |       |       |       |
|  | Kateryna Łahno            | Kateryna Łahno            | Kateryna Łahno        | Kateryna Łahno        | 3 | 2               |                 |          |  |  |       |       |       |
|  | Kateryna Łahno            | Kateryna Łahno            |                       |                       |   |                 |                 |          |  |  |       |       |       |
|  | Lei Tingjie               | Lei Tingjie               | 0                     |                       |   |                 |                 |          |  |  |       |       |       |
|  | Lei Tingjie               | Lei Tingjie               | 0                     |                       |   |                 |                 |          |  |  |       |       |       |